# Liste der Biografien/Bun
Liste der Biografien |
Portal Biografien |
Personensuche
# |
A |
B |
C |
D |
E |
F |
G |
H |
I |
J |
K |
L |
M |
N |
O |
P |
Q |
R |
S |
T |
U |
V |
W |
X |
Y |
Z |
?
 
Ba |
Be |
Bd |
Bg |
Bh |
Bi |
Bj |
Bl |
Bm |
Bn |
Bo |
Br |
Bs |
Bu |
Bw |
By |
Bz
 
Bua |
Bub |
Buc |
Bud |
Bue |
Buf |
Bug |
Buh |
Bui |
Buj |
Buk |
Bul |
Bum |
Bun |
Buo |
Buq |
Bur |
Bus |
But–Buz
Die Liste der Biografien führt alle Personen auf, die in der deutschsprachigen Wikipedia einen Artikel haben. Dieses ist eine Teilliste mit 539 Einträgen von Personen, deren Namen mit den Buchstaben „Bun“ beginnt.

## Bun
- Bun B (* 1973), US-amerikanischer RapperBun B (* 1973)

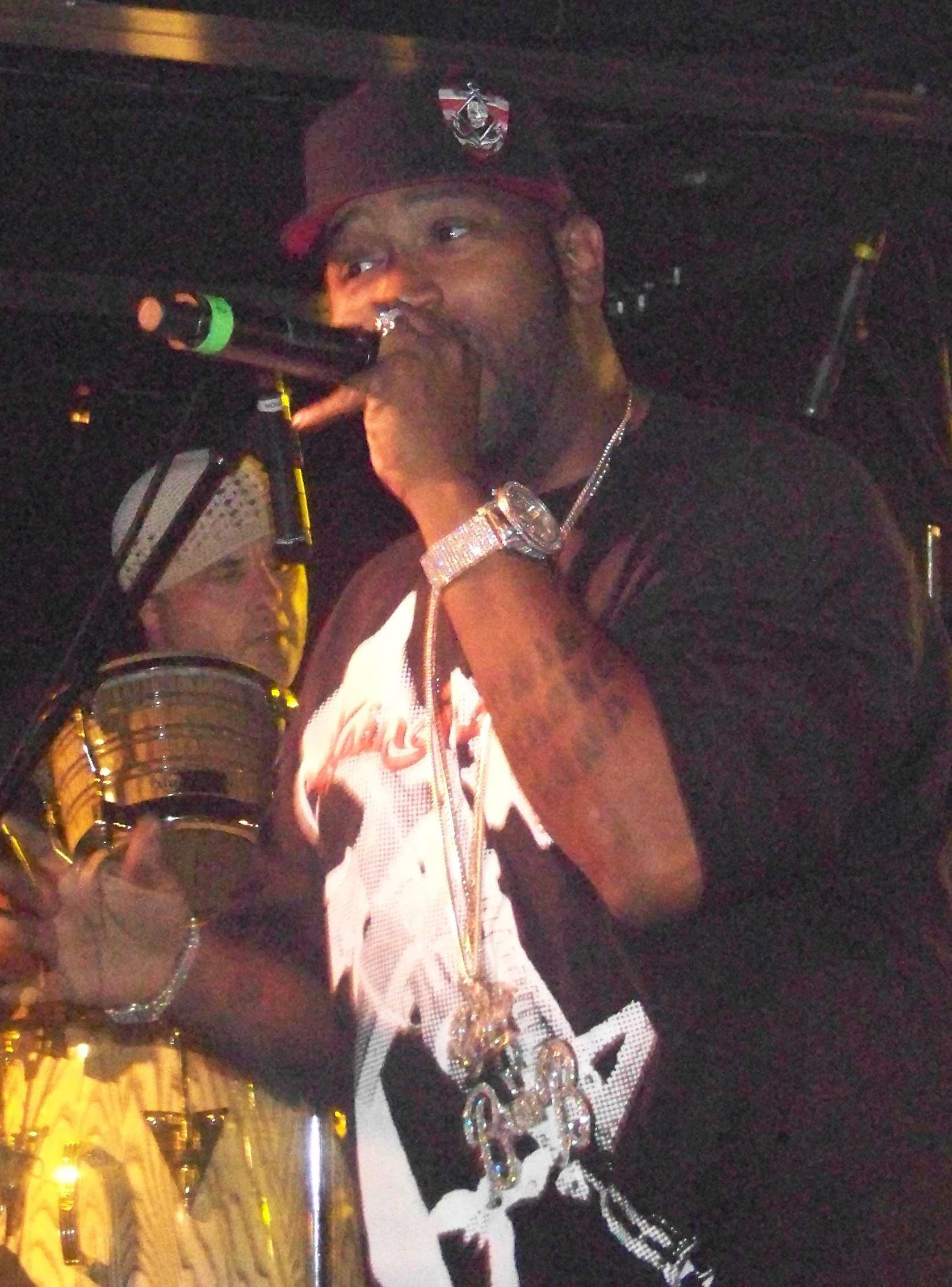
Bun B (* 1973)

- Bun Laphan Ratsadany (1874–1945), letzter Herrscher des Königreichs Champasak

### Buna
- Bunaciu, Avram (1909–1983), rumänischer Jurist und kommunistischer Politiker
- Bunaciu, Carmen (* 1961), rumänische Schwimmerin
- Bunæs, Carl Fredrik (1939–2022), norwegischer Leichtathlet
- Bunak, Wiktor Walerianowitsch (1891–1979), sowjetischer Anthropologe
- Bunān, Sängersklavin und Konkubine
- Bunas, Alena (* 1983), belarussische Billardspielerin
- Bünau, Günther von († 1519), deutscher Theologe und Domdekan
- Bünau, Günther von (1844–1899), deutscher Reichsgerichtsrat
- Bünau, Heinrich von († 1744), königlich-polnischer und kurfürstlich-sächsischer Geheimer Rat und Vizekammerpräsident
- Bünau, Heinrich von († 1772), Landkammerrat im Herzogtum Sachsen-Merseburg, Kriegskommissar im Stift Merseburg und Rittergutsbesitzer
- Bünau, Heinrich von (1656–1729), königlich-polnischer und kurfürstlich-sächsischer Kammerherr und Amtshauptmann in Eilenburg
- Bünau, Heinrich von (1665–1745), königlich-polnischer und kurfürstlich-sächsischer Geheimer Rat und Kanzler
- Bünau, Heinrich von (1697–1762), deutscher Staatsmann und Historiker
- Bünau, Heinrich von (1778–1834), preußischer Generalmajor, Kommandant von Jülich
- Bünau, Heinrich von (1789–1864), preußischer Offizier, zuletzt Generalmajor
- Bünau, Heinrich von (1850–1919), preußischer Generalmajor
- Bünau, Heinrich von (1873–1943), deutscher General der Infanterie
- Bünau, Heinrich von (1906–1992), deutscher Landrat
- Bünau, Rudolf von (1762–1841), württembergischer Generalmajor, Oberhofmarschall
- Bünau, Rudolf von (1804–1866), deutscher Rittergutsbesitzer und Parlamentarier
- Bünau, Rudolf von (1890–1962), deutscher Offizier, zuletzt General der Infanterie
- Bünau, Rudolph von (1659–1709), königlich-polnischer und kurfürstlich-sächsischen Amtshauptmann und Oberst
- Bünau, Rudolph von (1711–1772), königlich-polnischer und kurfürstlich-sächsischer Kammerherr und Domherr zu Merseburg
- Bunau-Varilla, Philippe (1859–1940), französischer Ingenieur, Diplomat und Soldat

### Bunb
- Bunbury, Alex (* 1967), kanadischer Fußballspieler
- Bunbury, Charles (1809–1886), britischer Naturforscher, Botaniker und Tagebuchschreiber
- Bunbury, Enrique (* 1967), spanischer RockmusikerEnrique Bunbury (* 1967)

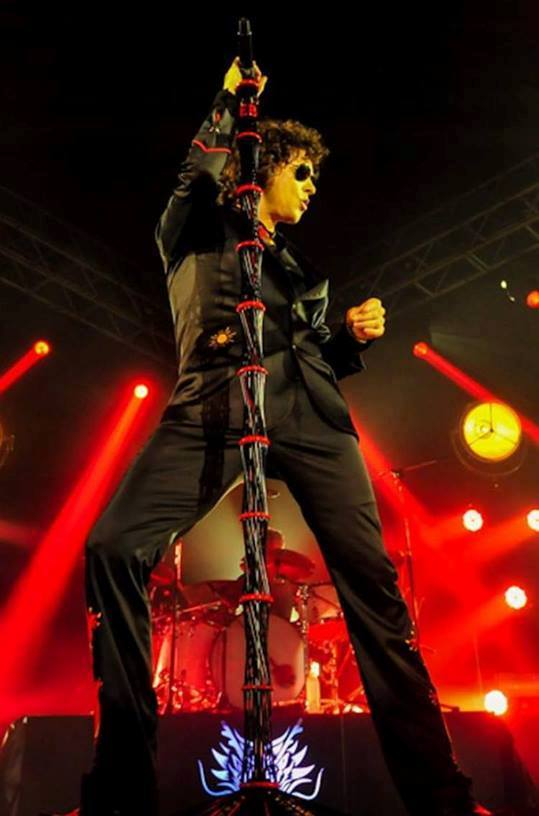
Enrique Bunbury (* 1967)

- Bunbury, Kylie (* 1989), kanadische Schauspielerin
- Bunbury, Teal (* 1990), kanadisch-US-amerikanischer Fußballspieler

### Bunc
- Bunce, Che (* 1975), neuseeländischer Fußballspieler
- Bunce, Daniel (1813–1872), britischer Entdeckungsreisender und Botaniker in Australien
- Bunce, Emma (* 1975), britische Astrophysikerin und Hochschullehrerin
- Bunce, Stuart (* 1971), britischer Filmschauspieler
- Bunce, William Gedney (1840–1916), US-amerikanischer Landschafts- und Marinemaler
- Bunch, Arnold W. (* 1962), US-amerikanischer Offizier, General der US Air Force
- Bunch, Chris (1943–2005), US-amerikanischer Autor
- Bunch, David R. (1925–2000), US-amerikanischer Science-Fiction-Autor
- Bunch, John (1921–2010), US-amerikanischer Jazz-Pianist
- Bunch, Robert (1820–1881), britischer Botschafter
- Bunch, Samuel (1786–1849), US-amerikanischer Politiker
- Bunch, Velton Ray (* 1948), US-amerikanischer Komponist für Film- und Fernsehmusik
- Buncha Yimchoy (* 1990), thailändischer Fußballtorhüter
- Bunche, Ralph (1904–1971), US-amerikanischer BürgerrechtlerRalph Bunche (1904–1971)

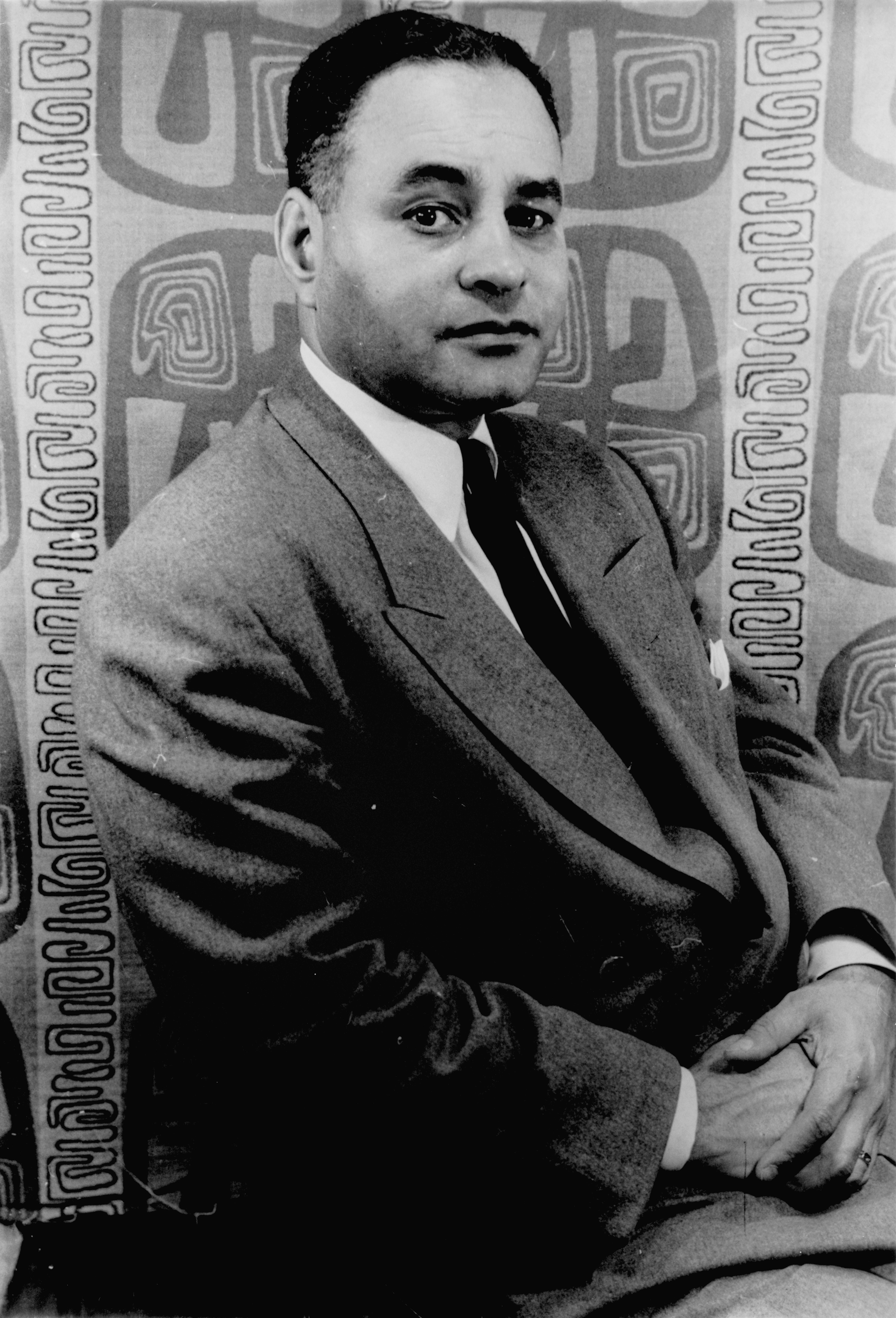
Ralph Bunche (1904–1971)

- Bunčić, Strahinja (* 1996), serbischer Judoka
- Bünck, Werner (1943–2025), deutscher Goldschmied, Silberschmied, Designer, Bildhauer und Maler
- Bunclark, Cyril (1931–2018), englischer Fußballspieler
- Buncol, Andrzej (* 1959), polnischer Fußballspieler
- Buncombe, Chris (* 1979), englischer Automobilrennfahrer

### Bund
- Bund, Alfred (1882–1975), deutscher Finanzwissenschaftler
- Bund, Barton, US-amerikanischer Schauspieler, Produzent und Theaterregisseur
- Bund, Elmar (1930–2008), deutscher Rechtshistoriker
- Bund, Ferdinand (1890–1962), deutscher Politiker (SPD), MdL
- Bund, Hans (1898–1982), deutscher Pianist, Dirigent und Komponist im Bereich der Unterhaltungsmusik
- Bund, Johann Friedrich (1903–1974), deutscher Politiker (SPD), MdBB
- Bund, Lisa (* 1988), deutsche SängerinLisa Bund (* 1988)

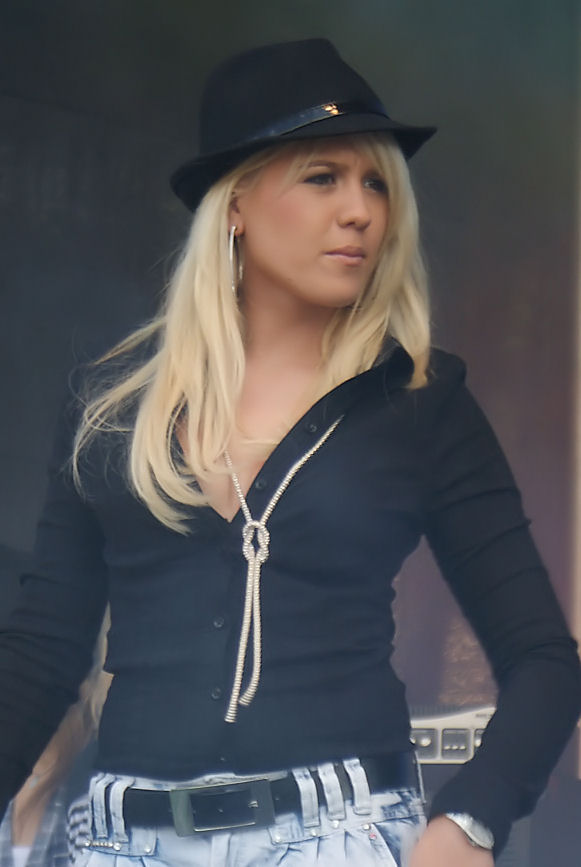
Lisa Bund (* 1988)

- Bund, Ludwig (1828–1886), deutscher Beamter und Schriftsteller
- Bund, Robert (* 1948), deutscher Brigadegeneral des Heeres
- Bundalo, Uroš (* 1989), slowenischer Handballspieler
- Bundalovic, Angela (* 1995), dänische Schauspielerin
- Bündchen, Gisele (* 1980), brasilianisches ModelGisele Bündchen (* 1980)

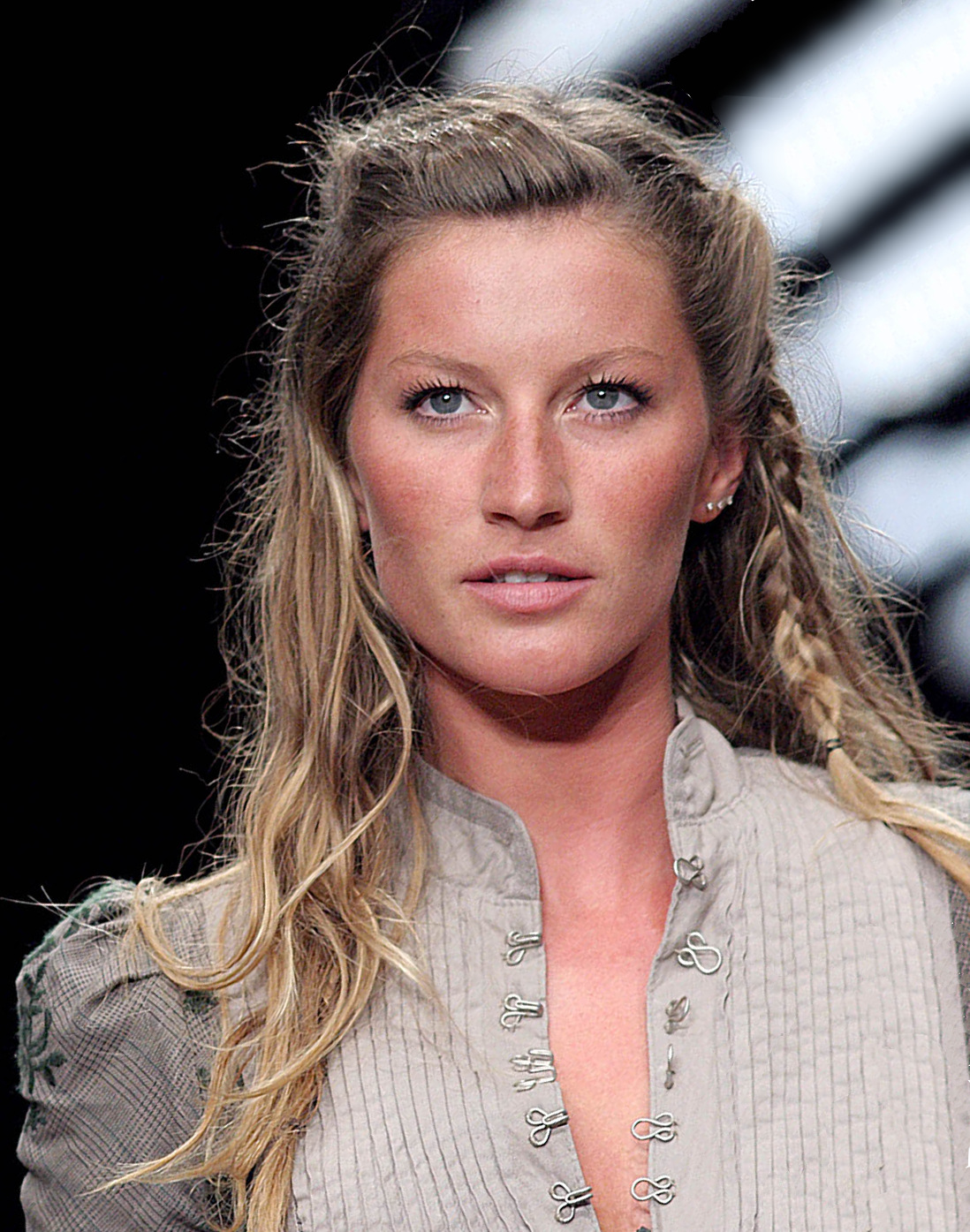
Gisele Bündchen (* 1980)

- Bunde, Armin (* 1947), deutscher theoretischer Physiker
- Bunde, Arthur (* 1876), preußischer Verwaltungsbeamter
- Bunde, Dagmar (* 1967), deutsche Jazzsängerin und Komponistin
- Bunde, Gustav Richard (1851–1906), deutscher Rittergutsbesitzer und konservativer Politiker, MdL (Königreich Sachsen)
- Bunde, Heinrich (1825–1893), deutscher Rittergutsbesitzer und konservativer Politiker, MdL (Königreich Sachsen)
- Bunde, Henner (* 1964), deutscher Historiker, Kunsthistoriker, politischer Beamter (CDU)
- Bundegaard, Anita Bay (* 1963), dänische Politikerin und Journalistin
- Bundeli, Shana (* 2006), Schweizer rhythmische Sportgymnastin
- Bunder, Toine van den (* 1951), niederländischer Radrennfahrer
- Bünderlin, Johannes, deutscher Täufer und Spiritualist
- Bundervoët, Agnelle (1922–2015), französische Pianistin
- Bundervoet, Albert-Leo (1917–1989), belgischer römisch-katholischer Ordensgeistlicher, Erzbischof von Rabaul
- Bundfuss, Jana (* 1979), deutsche ehemalige Pornodarstellerin, Moderatorin und Model
- Bundgaard, Filip (* 2004), dänischer Fußballspieler
- Bundgaard, Poul (1922–1998), dänischer Schauspieler und Sänger
- Bündgens, Johannes (* 1956), deutscher römisch-katholischer Geistlicher und emeritierter Weihbischof in Aachen
- Bundhun, Yehya (* 1965), mauritischer Bogenschütze
- Bundi, Baltasar (1786–1869), Schweizer Offizier
- Bundi, Flavio (* 1987), Schweizer Journalist
- Bundi, Gian (1872–1936), Schweizer Märchensammler und -herausgeber, Journalist und Musikkritiker
- Bundi, Gion-Andrea (* 1976), Schweizer Skilangläufer
- Bundi, Hanspeter (* 1953), Schweizer Journalist und Schriftsteller
- Bundi, Jakob (1565–1614), Schweizer Abt und Autor
- Bundi, Markus (* 1969), Schweizer Schriftsteller
- Bundi, Martin (1932–2020), Schweizer Politiker (SP)
- Bundi, Orsolina Lehner (* 1955), Schweizer Schauspielerin, Regisseurin und Autorin
- Bundi, Stephan (* 1950), Schweizer Plakatgestalter und Grafikdesigner
- Bundit Paponpai (* 1996), thailändischer Fußballspieler
- Bundit Ungrangsee (* 1970), thailändischer Dirigent chinesischer Herkunft
- Bundles, Stack (1982–2007), US-amerikanischer Rapper
- Bundli, Harald (* 1953), norwegischer Radrennfahrer
- Bundock, Darren (* 1971), australischer Segler, Weltmeister und olympischer Silbermedaillengewinner
- Bundrage, Cornelius (* 1973), US-amerikanischer Boxer
- Bundrick, John (* 1948), britischer Keyboarder, Pianist und OrganistJohn Bundrick (* 1948)

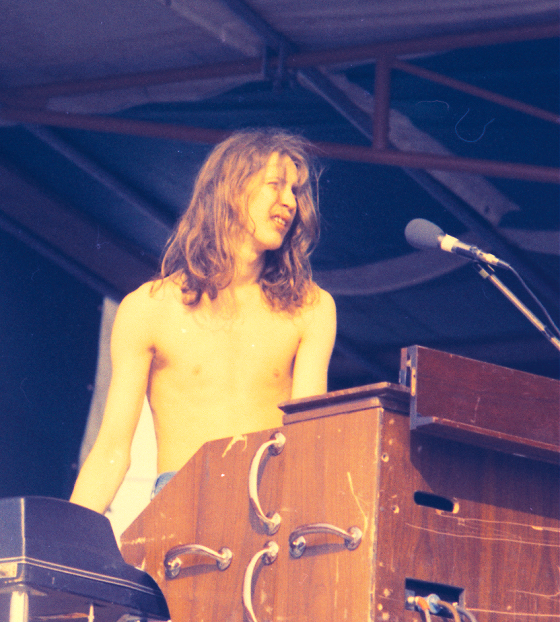
John Bundrick (* 1948)

- Bundscherer, Christoph (* 1958), deutscher Diplomat
- Bundschu, Sabine (* 1959), deutsche Schauspielerin, Sängerin und Sprecherin
- Bundschuh, Bernhard (1957–2024), deutscher Ingenieur und Hochschullehrer für Signale und Systeme der Elektrotechnik
- Bundschuh, Claudia, Pädagogin und Hochschullehrerin
- Bundschuh, Dietrich (1930–2022), deutscher Jurist; Vorsitzender Richter am Bundesgerichtshof
- Bundschuh, Eva-Maria (* 1941), deutsche Opernsängerin (Sopran)
- Bundschuh, Gerhard (* 1933), deutscher Arzt, Hochschullehrer und Autor
- Bundschuh, Johann Kaspar (1753–1814), deutscher Schriftsteller
- Bundschuh, Jörg (* 1953), deutscher Filmproduzent, Autor und Regisseur
- Bundschuh, Jörg (* 1964), deutscher Schauspieler
- Bundschuh, Joseph Konrad (* 1989), deutscher Schauspieler
- Bundschuh, Karl (1871–1935), österreichischer Lehrer und Politiker (CS), Landtagsabgeordneter
- Bundschuh, Konrad Franz (* 1944), deutscher Sonder- und Heilpädagoge
- Bundschuh, Lucas (* 1996), österreichischer Fußballspieler
- Bundschuh, Mathilde (* 1994), deutsche Schauspielerin
- Bundschuh, Matthias (* 1966), deutscher Schauspieler, Drehbuchautor und Theaterautor
- Bundschuh, Peter (1938–2024), deutscher Mathematiker
- Bundschuh, Roger (* 1968), deutscher Architekt und Hochschullehrer
- Bundschuh, Waltraud (1928–2014), deutsche Politikerin (CSU)
- Bundschuh, Werner (* 1951), österreichischer Historiker, Sachbuchautor und Lehrer
- Bundsen, Axel (1768–1832), dänischer Architekt und Baumeister
- Bundsen, Jes (1766–1829), Maler, Zeichner und Zeichenlehrer
- Bundsen, Johanna (* 1991), schwedische HandballspielerinJohanna Bundsen (* 1991)

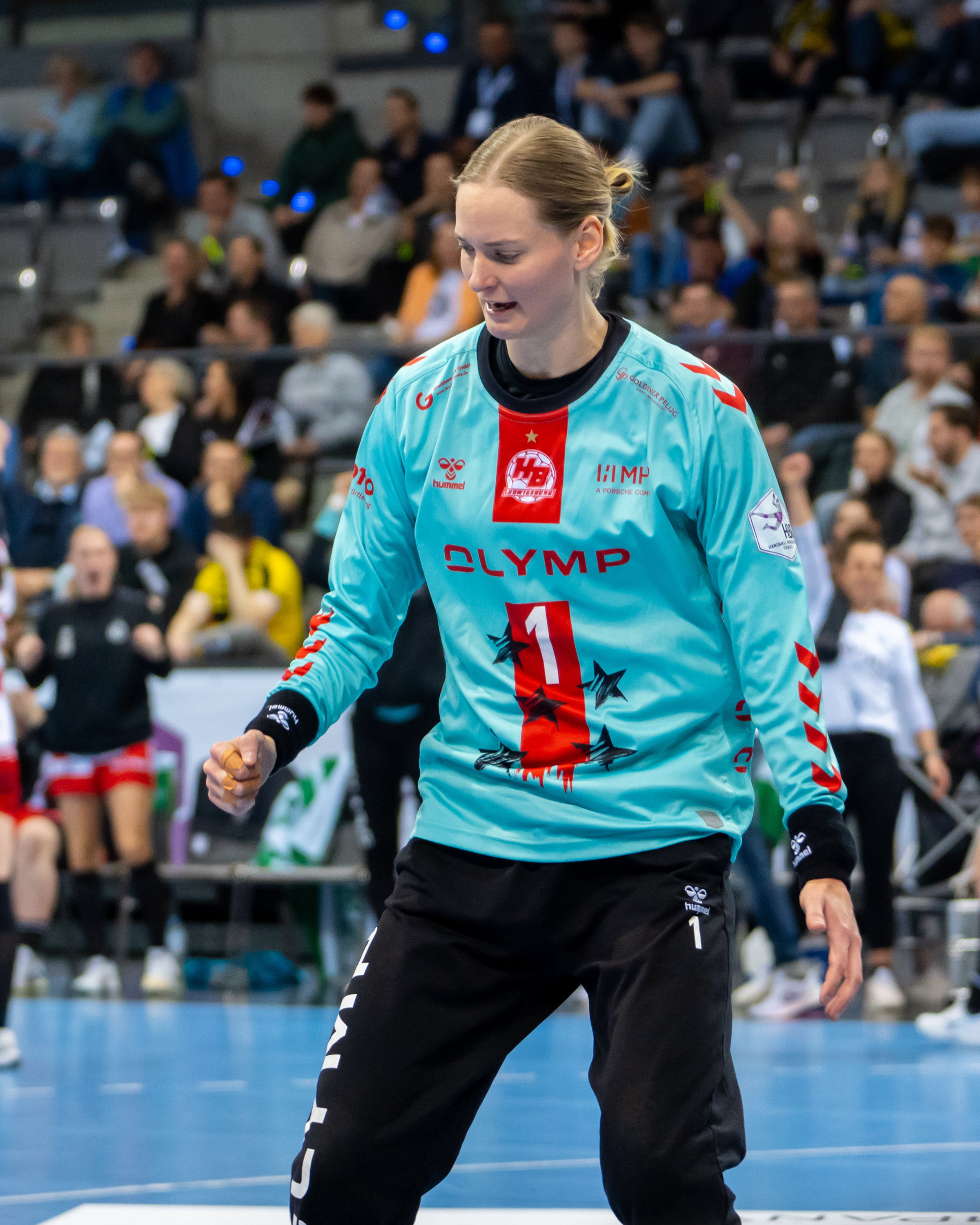
Johanna Bundsen (* 1991)

- Bundsgaard, Lotte (* 1973), dänische Politikerin und Journalistin
- Bundszus, Bettina (* 1968), deutsche politische Beamtin (SPD), Politikwissenschaftlerin und Historikerin
- Bundt, Gustav (1867–1949), deutscher Arzt, Medizinalbeamter und Politiker (DNVP), MdL
- Bundtzen, Friedrich (1910–1989), deutscher Formgestalter und Glasdesigner
- Bundtzen, Hans (1883–1948), deutscher Landwirt und Politiker (DNVP, CDU), MdL
- Bundu, Leonard (* 1974), italienischer Boxer
- Bundu, Mustapha (* 1997), sierra-leonischer FußballspielerMustapha Bundu (* 1997)

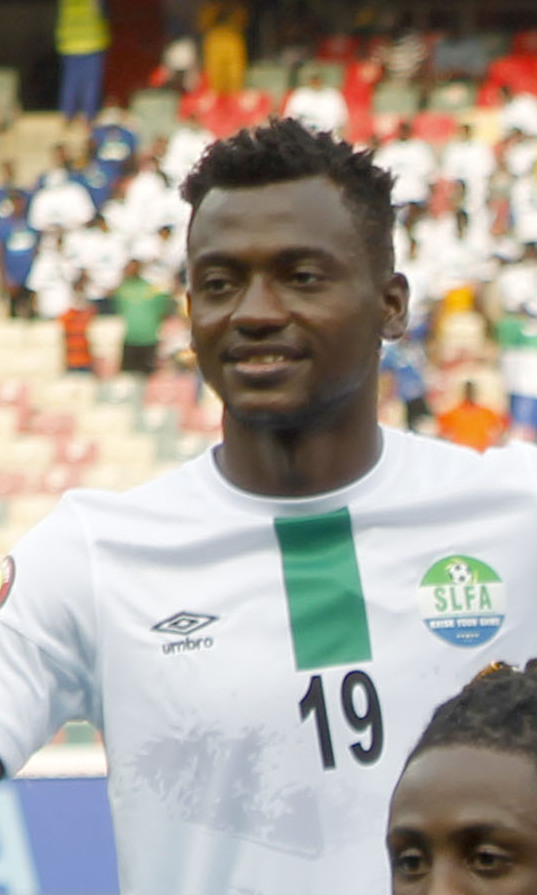
Mustapha Bundu (* 1997)

- Bundvad, Kaj (1904–1976), dänischer Gewerkschafter und Politiker (Socialdemokraterne), Mitglied des Folketing und Minister
- Bundy, Alan (* 1947), britischer Informatiker und Logiker
- Bundy, Ammon (* 1975), US-amerikanischer Aktivist und Politiker
- Bundy, Brooke (* 1944), US-amerikanische Schauspielerin
- Bundy, Carol († 2003), US-amerikanische Serienmörderin
- Bundy, Doc (* 1949), US-amerikanischer Automobilrennfahrer
- Bundy, Francis P. (1910–2008), US-amerikanischer Physiker
- Bundy, Hezekiah S. (1817–1895), US-amerikanischer Politiker
- Bundy, Laura Bell (* 1981), US-amerikanische Schauspielerin und Sängerin
- Bundy, McGeorge (1919–1996), US-amerikanischer Manager, Nationaler Sicherheitsberater der Vereinigten Staaten
- Bundy, Omar (1861–1940), US-amerikanischer Offizier, zuletzt Major General der United States Army
- Bundy, Solomon (1823–1889), US-amerikanischer Jurist und Politiker
- Bundy, Ted (1946–1989), US-amerikanischer SerienmörderTed Bundy (1946–1989)

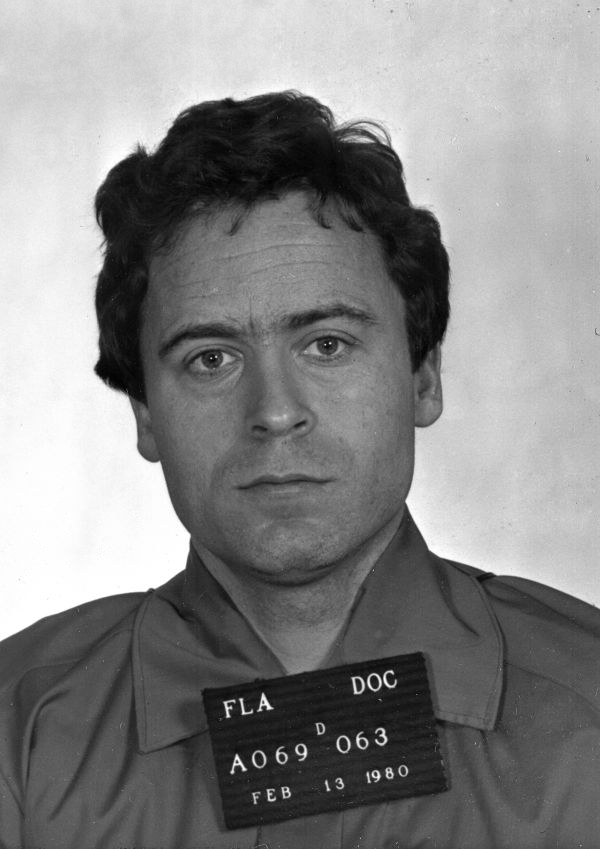
Ted Bundy (1946–1989)

- Bundy, Trace (* 1977), US-amerikanischer Akustik-Gitarrist
- Bundy, William (1917–2000), US-amerikanischer Diplomat, Journalist und Hochschullehrer
- Bundy-Davies, Seren (* 1994), britische Sprinterin
- Bundzsák, Dezső (1928–2010), ungarischer Fußballspieler und -trainer

### Bune
- Bune, Abeba Abera (* 2000), äthiopische Speerwerferin
- Bunefer, Königin der altägyptischen 4. Dynastie
- Bunejew, Boris Alexejewitsch (1921–2015), sowjetischer Filmregisseur
- Bünekau, Hermann Georg (1729–1805), deutscher Rechtshistoriker und Bürgermeister von Lübeck
- Bünekau, Johann Nicolaus (1764–1830), Jurist und Ratsherr in Lübeck
- Bunekemann, Berndt († 1524), deutscher Steinmetz und Steinbildhauer
- Bunel, Jacob († 1614), französischer Maler
- Bunel, Marie (* 1961), französische Schauspielerin
- Bunel, Marion (* 2004), französische Radrennfahrerin
- Buneman, Peter (* 1943), britischer Informatiker
- Bünemann, August Rudolph Jesaias (1716–1774), deutscher Jurist und Schriftsteller
- Bünemann, Gerhard (1926–2015), deutscher Gartenbauwissenschaftler
- Bünemann, Johann Ludolf (1687–1759), deutscher Altphilologe und Literaturhistoriker
- Bünemann, Richard (1920–2009), deutscher Politiker (SPD, Die Linke), MdL, Politikwissenschaftler und Historiker
- Bunewa, Mara († 1928), bulgarisch-makedonische Revolutionärin und Mitglied der Inneren Makedonischen Revolutionären Organisation (IMRO)

### Bung
- Bung, Hubert (1920–2004), deutscher Jurist und Brigadegeneral
- Bung, Jochen (* 1968), deutscher Rechtswissenschaftler und Hochschullehrer
- Bung, Stefanie (* 1978), deutsche Politikerin (CDU), MdA
- Bung, Stephanie (* 1973), deutsche Romanistin
- Bunga, Carlos (* 1976), afroportugiesischer Künstler angolanischer Abstammung
- Bungard, Walter (* 1945), deutscher Psychologe und Hochschullehrer
- Bungaree (1775–1830), Führer der Aborigines
- Bungaro (* 1964), italienischer Cantautore
- Bungart, Damian (* 1987), deutscher Unternehmer, Journalist und Handballtorwart
- Bungart, Ferdinand (1915–1983), deutscher Landrat
- Bungarten, Frank (* 1958), deutscher Gitarrist
- Bungarten, Franz-Josef (1876–1965), katholischer Priester und Politiker
- Bungarten, Svenja Viola (* 1992), deutsche Theaterautorin
- Bungarten, Theo (* 1946), deutscher Germanist
- Bungartz, Christoph (* 1960), deutscher Journalist und Redakteur des NDR Fernsehens
- Bungartz, Everhard (1900–1984), deutscher Unternehmer und Politiker (FDP), MdL
- Bungartz, Hans-Joachim (* 1963), deutscher Informatiker
- Bungartz, Jean (1854–1934), deutscher Tiermaler und Autor verschiedener Bücher
- Bunge, Albert Gustav (1893–1967), deutscher Metall-, Emailkünstler und Maler in Emmering bei Fürstenfeldbruck
- Bunge, Alejandro (1880–1943), argentinischer Ökonom und Soziologe
- Bunge, Alejandro W. (* 1951), argentinischer römisch-katholischer Geistlicher und Kirchenrechtler sowie ehemaliger Präsident des Arbeitsamts des Apostolischen Stuhls
- Bunge, Alexander von (1803–1890), deutsch-russischer Arzt und Botaniker
- Bunge, Alexander von (1851–1930), russischer Arzt und Forschungsreisender
- Bunge, Bettina (* 1963), deutsche Tennisspielerin
- Bunge, Charles Gottfried (1920–1964), deutscher Bildhauer, Emailkünstler und Maler
- Bunge, Christian Gottlieb (1776–1857), russischer Mediziner
- Bunge, Claudia (* 1999), neuseeländische Fußballspielerin
- Bunge, Delfina (1881–1952), argentinische Schriftstellerin
- Bunge, Fred (1923–1960), deutscher Trompeter und Arrangeur des Modern Jazz
- Bunge, Friedrich Georg von (1802–1897), deutscher Rechtshistoriker
- Bunge, Friedrich Georg von (1860–1922), Gouverneur von Sachalin
- Bunge, Gabriel (* 1940), orthodoxer Priestermönch, Theologe, Patristiker und Schema-ArchimandritGabriel Bunge (* 1940)

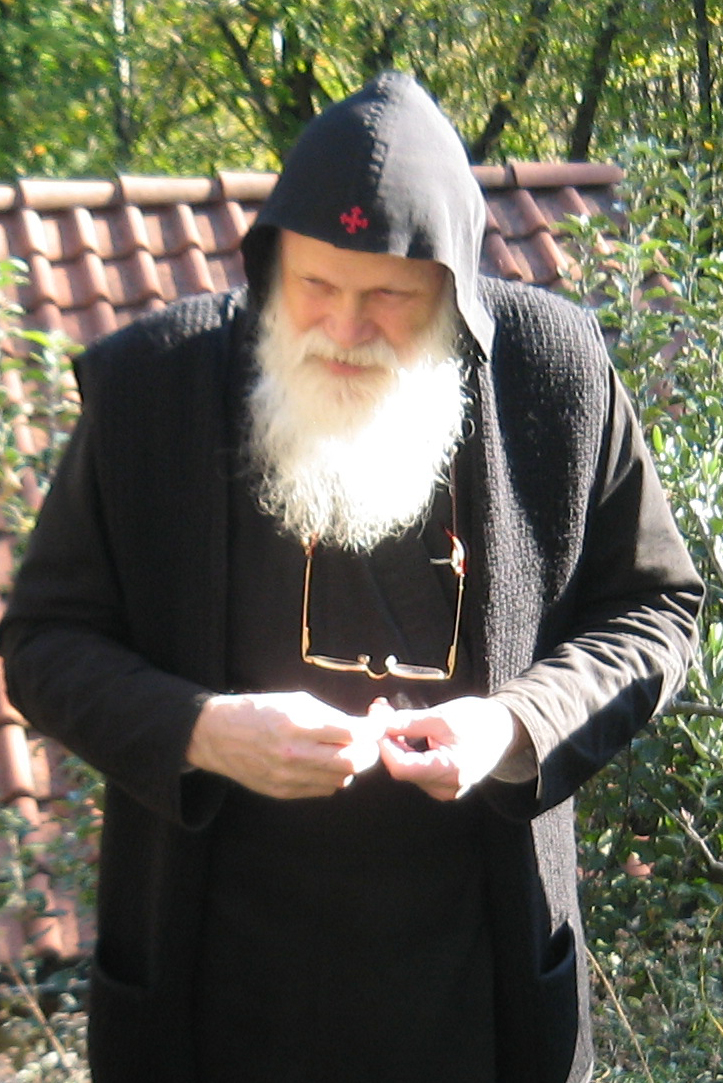
Gabriel Bunge (* 1940)

- Bunge, Georg Friedrich (1722–1792), deutscher Apotheker und Gemeindegründer in Kiew
- Bunge, Gustav von (1844–1920), deutsch-baltischer Physiologe und Professor
- Bunge, Hanns (1898–1966), deutscher Politiker (NSDAP), MdR
- Bunge, Hans (1919–1990), deutscher Dramaturg, Regisseur und Autor
- Bunge, Hans-Joachim (1929–2004), deutscher Mineraloge und Kristallograph
- Bunge, Heinrich (1897–1968), deutscher Politiker (DP, NPD), MdBB
- Bunge, Jens (* 1963), deutscher Jazzmusiker und Pfarrer
- Bunge, Johann Philipp August (1774–1866), deutscher Architekt des Klassizismus
- Bunge, Kurt (1911–1998), deutscher Maler
- Bunge, Mario (1919–2020), argentinischer Philosoph und Physiker
- Bunge, Martina (1951–2022), deutsche Politikerin (SED, PDS und Die Linke), MdB, MdL
- Bunge, Nikolai (1823–1895), russischer Finanzminister, Rektor der Universität Kiew
- Bunge, Nikolai Andrejewitsch (1842–1915), russischer Chemiker und Hochschullehrer
- Bunge, Nikolai Nikolajewitsch (1885–1921), russischer Chemiker und Hochschullehrer
- Bunge, Norbert (1941–2024), deutscher Filmemacher, Kameramann und Fotograf
- Bunge, Paul (1839–1888), deutscher Feinmechaniker und Instrumentenbauer
- Bunge, Richard (1870–1938), deutscher Chirurg
- Bunge, Rudolf (1836–1907), deutscher Dichter und Dramatiker
- Bunge, Sascha (* 1969), deutscher Theaterregisseur
- Bunge, Silvia A., US-amerikanische Psychologin und Neurowissenschaftlerin
- Bunge, Wolf (* 1950), deutscher Regisseur, Dozent und Intendant
- Bunge-Ottensen, Hans (1899–1983), deutscher Maler
- Bunge-Wargau, Elisabeth (1926–2005), deutsche Malerin und Emailkünstlerin
- Bungei, Samson Kiptoo (* 1982), kenianischer Marathonläufer
- Bungei, Wilfred (* 1980), kenianischer Mittelstreckenläufer
- Büngeler, Heinz (1913–1943), deutscher SS-Obersturmführer und Adjutant im KZ Buchenwald
- Büngeler, Walter (1900–1987), deutscher Pathologe und Hochschullehrer
- Büngen, Andreas (* 1982), deutscher Schauspieler
- Bungenberg de Jong, Hendrik Gerard (1893–1977), niederländischer Chemiker
- Bungenberg, Hugo (1892–1961), deutscher Fabrikant, Oberbürgermeister in Wattenscheid
- Bungenberg, Marc (* 1968), deutscher Jurist und Hochschullehrer
- Büngener, Ewald (1916–1953), deutscher Bildhauer
- Bungener, Félix (1814–1874), französisch-schweizerischer evangelischer Geistlicher
- Büngener, Simone (* 1962), deutsche Hürden- und Mittelstreckenläuferin
- Bungenstab, Karl-Ernst (1939–2021), deutscher Hochschullehrer und Landespolitiker
- Bünger, Catrin (* 1967), deutsche Fußballspielerin
- Bünger, Christian Heinrich (1782–1842), deutscher Chirurg und Anatom
- Bünger, Clara (* 1986), deutsche Juristin und Politikerin (Die Linke), MdBClara Bünger (* 1986)

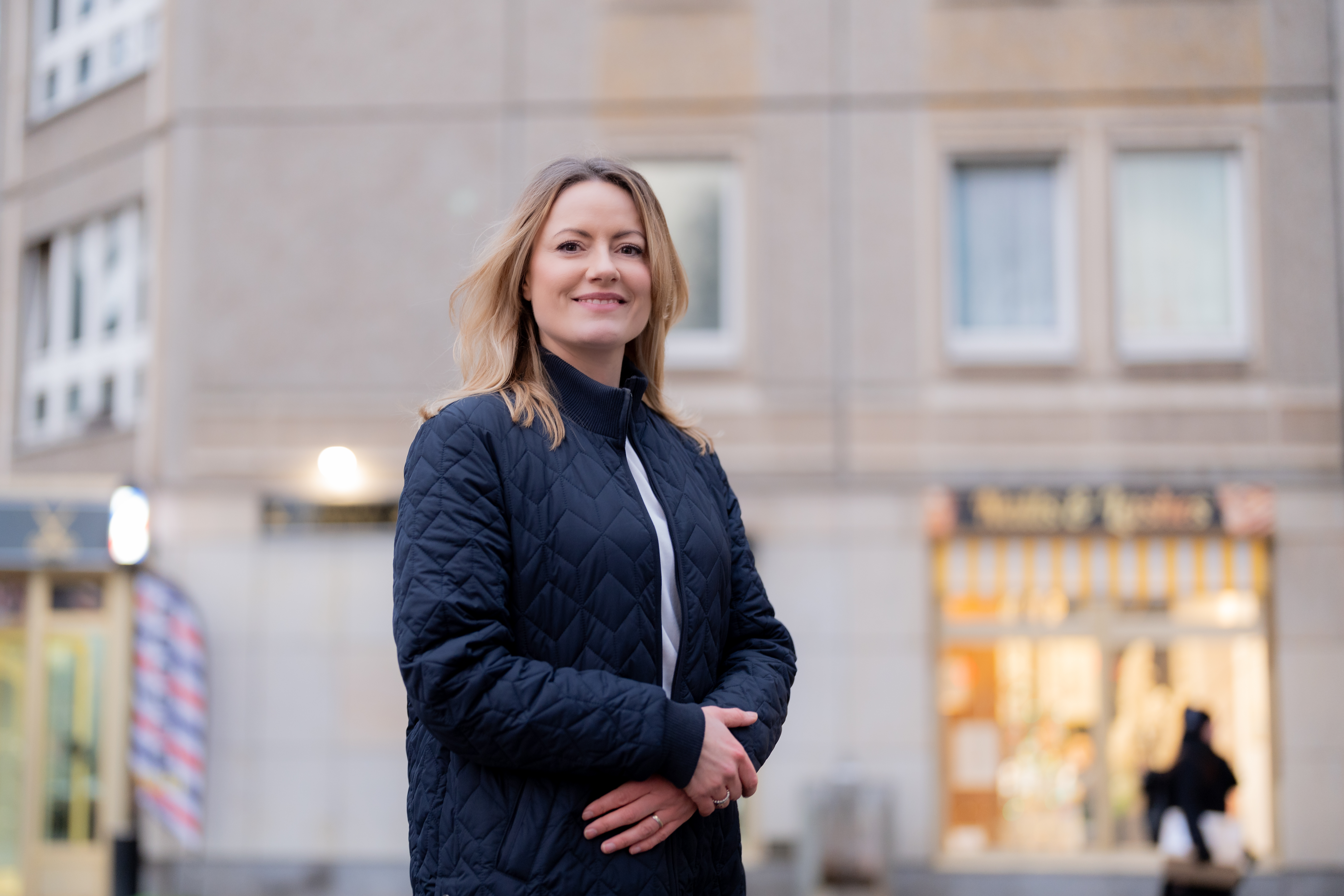
Clara Bünger (* 1986)

- Bunger, Enno (* 1986), deutschsprachiger Musiker
- Bünger, Ferdinand (1838–1924), deutscher Pädagoge und Schulrat
- Bünger, Fritz (1873–1936), deutscher evangelischer Kirchenhistoriker
- Bünger, Heinrich (1880–1946), deutscher Institutsdirektor und Professor
- Bünger, Johannes (* 1977), deutscher Regisseur, Autor und Kameramann
- Bünger, Karl (1903–1997), deutscher Botschafter und Sinologe
- Bünger, Klaus (* 1943), deutscher Ökonom und Ministerialbeamter
- Bünger, Meta (1870–1928), deutsche Kinderdarstellerin und Theaterschauspielerin
- Bünger, Otto (* 1886), deutscher Landrat
- Bünger, Ralph (* 1963), deutscher Richter
- Bünger, Traudl (* 1975), deutschsprachige Autorin, Dramaturgin, Literaturkritikerin und Kulturvermittlerin
- Bünger, Wilhelm (1870–1937), deutscher Jurist und Politiker (DVP), sächsischer Ministerpräsident (1929–1930)
- Bungeroth, Erhard (* 1939), deutscher Jurist, Richter am Bundesgerichtshof (1988–2004)
- Bungert, August (1845–1915), deutscher Komponist
- Bungert, Gerhard (1948–2025), deutscher Autor und ModeratorGerhard Bungert (1948–2025)

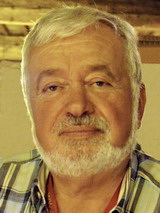
Gerhard Bungert (1948–2025)

- Bungert, Hans (1930–2000), deutscher Amerikanist und der sechste Präsident der Universität Regensburg
- Bungert, Heike (* 1967), deutsche Historikerin
- Bungert, Karl (1928–1979), deutscher Maler
- Bungert, Klaus (1926–2006), deutscher Politiker (SPD)
- Bungert, Klauspeter (* 1954), deutscher Musiker und Autor
- Bungert, Niko (* 1986), deutscher Fußballspieler
- Bungert, Wilhelm (* 1939), deutscher Tennisspieler
- Bungter, Georg (* 1943), deutscher Autor, Redakteur und Moderator
- Bungter, Hans Michael (1896–1969), deutscher Grafiker und Maler
- Bungu, Vuyani (* 1967), südafrikanischer Boxer im Superbantamgewicht
- Bungué, Welket (* 1988), guinea-bissauisch-portugiesischer Schauspieler und Filmemacher

### Bunh
- Bunheim Schaiff, deutscher jüdischer Unternehmer
- Bunheing, Reung (* 1992), kambodschanischer Fußballspieler

### Buni
- Buni, Romolo (1871–1939), italienischer Radrennfahrer und Sportfunktionär
- Bunia, Remigius (* 1977), deutscher Komparatist, Unternehmer und Autor
- Buniatishvili, Khatia (* 1987), georgisch-französische PianistinKhatia Buniatishvili (* 1987)

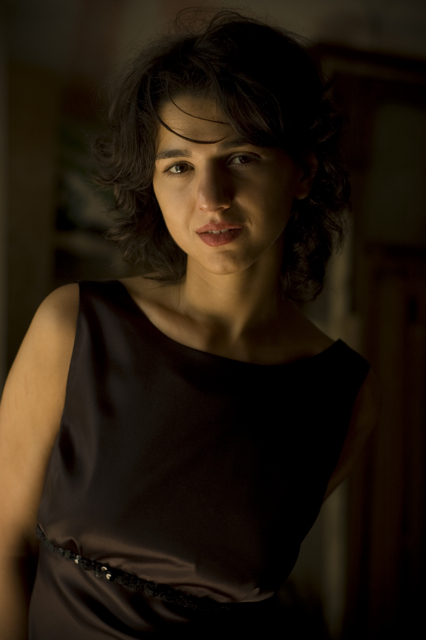
Khatia Buniatishvili (* 1987)

- Bünichmann, Greta († 1635), Dienstmagd und ein Opfer der Hexenprozesse in Münster
- Bunimowitsch, Leonid Abramowitsch (* 1947), russischer Mathematiker
- Bunin, Andrei Wladimirowitsch (1905–1977), russischer Architekt, Städtebauer, Architekturhistoriker und Hochschullehrer
- Bunin, Iwan Alexejewitsch (1870–1953), russischer Schriftsteller und LyrikerIwan Alexejewitsch Bunin (1870–1953)

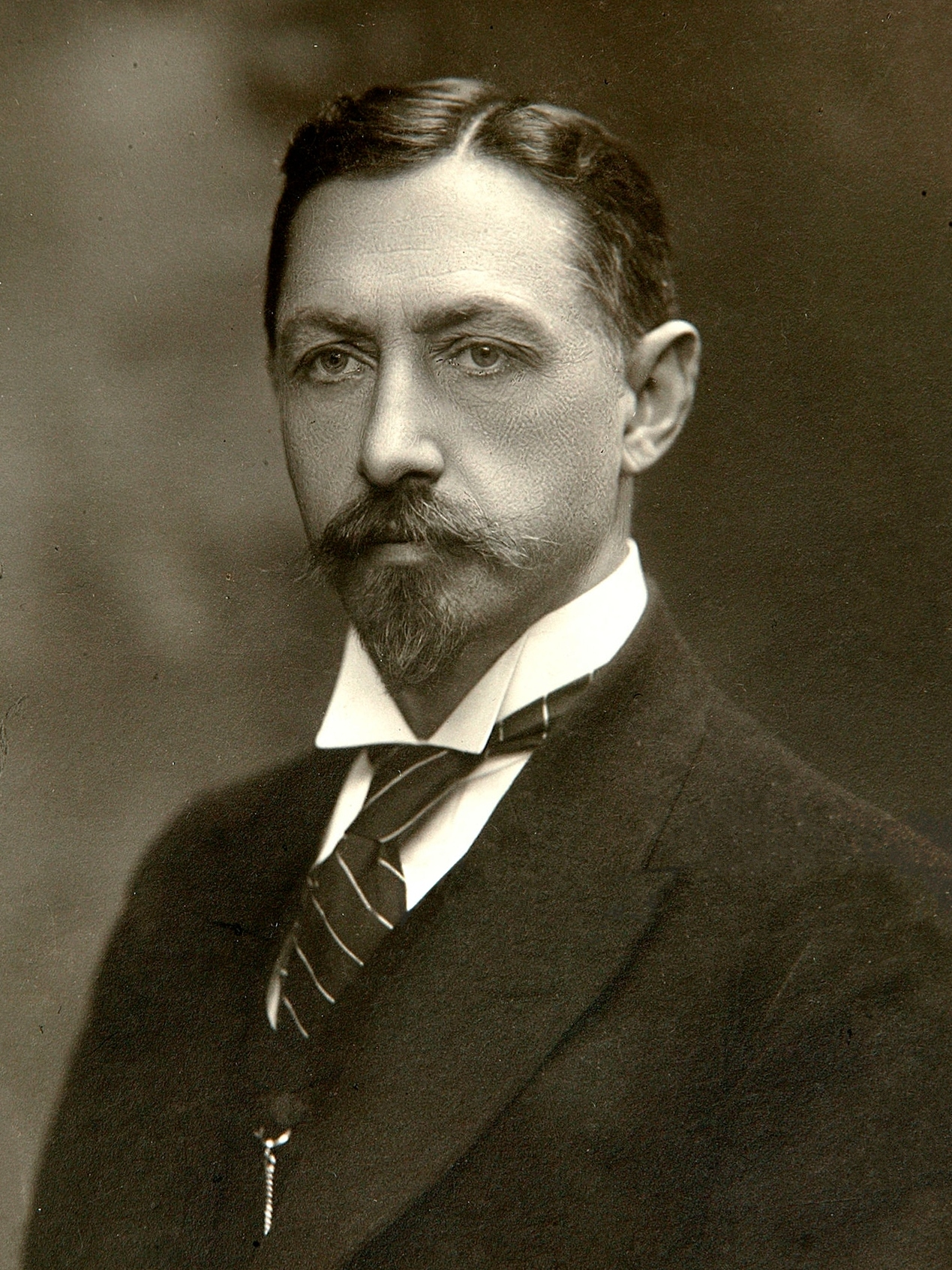
Iwan Alexejewitsch Bunin (1870–1953)

- Bunin, Rewol Samuilowitsch (1924–1976), russischer Komponist
- Bunin, Stanislaw Stanislawowitsch (* 1966), russischer Pianist
- Bunina, Anna Petrowna (1774–1829), russische Dichterin und Übersetzerin
- Bunina, Jelena Igorewna (* 1976), russische Mathematikerin, Managerin und Hochschullehrerin
- Büning, Eleonore (* 1952), deutsche Musikjournalistin
- Büning, Emily (* 1985), deutsche Politikerin (Bündnis 90/Die Grünen)
- Büning, Georg (1797–1886), deutscher Landwirt und Politiker
- Büning, Herbert (* 1939), deutscher Mathematiker und Statistiker
- Büning, Markus (* 1966), deutscher Kommunalpolitiker
- Büning, Nadine, deutsche Schlagersängerin
- Büning, Verena, deutsche Schlagersängerin
- Büning, Wilhelm (1881–1958), deutscher Architekt und Hochschullehrer
- Büning, Wilhelm (1885–1964), deutscher lutherischer Theologe
- Bunink, Nico (1936–2001), niederländischer Jazzpianist

### Bunj
- Bunjak, Tatjana (* 1957), sowjetische Ruderin
- Bunjaki, Albert (* 1971), schwedisch-kosovarischer Fußballspieler und -trainer
- Bunjaki, Enis (* 1997), deutsch-kosovarischer Fußballspieler
- Bunjakowski, Wiktor Jakowlewitsch (1804–1889), russischer Mathematiker
- Bunjaku, Afrim (1973–2023), kosovarischer Polizeibeamter
- Bunjaku, Alban (* 1994), kosovarischer Fußballspieler
- Bunjaku, Albert (* 1983), Schweizer Fußballspieler
- Bunjaku, Orges (* 2001), Schweizer Fussballspieler
- Bunjamin, Antonius Subianto (* 1968), indonesischer Geistlicher und Bischof von Bandung
- Bunjatschenko, Sergei Kusmitsch (1902–1946), sowjetischer OffizierSergei Kusmitsch Bunjatschenko (1902–1946)

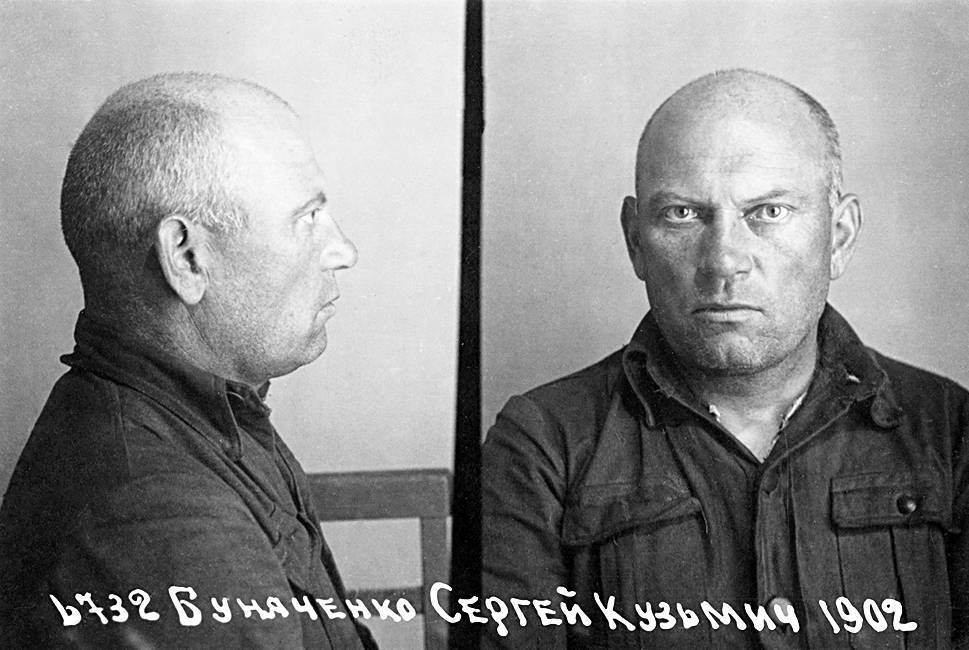
Sergei Kusmitsch Bunjatschenko (1902–1946)

- Bunje, Alfred (1890–1982), deutscher Schiffbau-Ingenieur
- Bunje, Hans (1923–2008), deutscher Schriftsteller, Bühnen- und Hörspielautor
- Bunje, Helmut (1921–2000), deutscher Architekt und Stadtplaner
- Bunje, Jan (* 1968), deutscher Architekt
- Bunje, Karl (1897–1985), niederdeutscher Autor
- Bunje, Traute (1921–1988), deutsche Architektin
- Bunjes, Andrea (* 1976), deutsche Leichtathletin und Olympiateilnehmerin
- Bunjes, Hermann (1911–1945), deutscher Kunsthistoriker
- Bunjes, Paul (* 1994), deutscher Politiker (Bündnis 90/Die Grünen)
- Bunjevac, Nina (* 1973), kanadisch-jugoslawische Comiczeichnerin
- Bunjob, Job (* 1958), thailändischer Reggae-Sänger
- Bunjong Thongsuk (* 1983), thailändischer Fußballspieler

### Bunk
- Bunk, Carsten (* 1960), deutscher Olympiasieger im Rudern
- Bunk, Daniel (* 2004), deutscher Fußballspieler
- Bunk, Gerard (1888–1958), deutsch-niederländischer Musiker und KomponistGerard Bunk (1888–1958)
- Bunk, Holger (* 1954), deutscher Maler

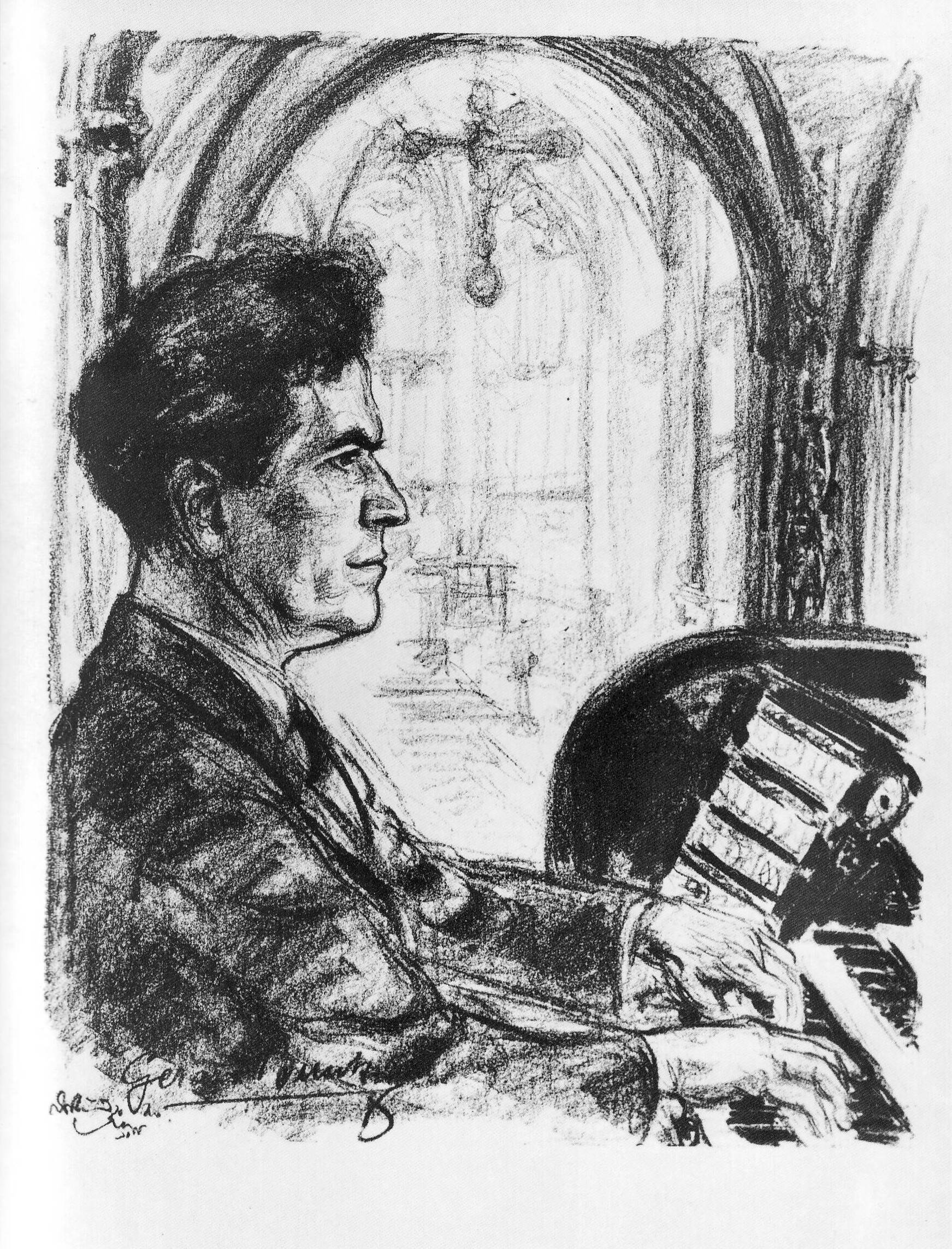
Gerard Bunk (1888–1958)

- Bunk, Katharina (* 1991), deutsche Gedächtnissportlerin
- Bunk, Leo (* 1962), deutscher Fußballspieler
- Bunk, Lydia (* 1970), deutsche Theaterregisseurin
- Bunk, Rudolf G. (1908–1974), deutscher Maler und Bühnenbildner
- Bunk, Tomas (* 1945), US-amerikanisch-kroatisch-deutscher Comiczeichner
- Bunka, Roman (1951–2022), deutscher Oud-Spieler, Gitarrist und Komponist
- Bunke, Ernst (1866–1944), deutscher evangelischer Theologe, Pastor und Schriftsteller
- Bunke, Franz (1857–1939), deutscher Maler
- Bunke, Gerhard (* 1946), deutscher Gebrauchsgrafiker
- Bunke, Heinrich (1914–2001), deutscher Tötungsarzt der Aktion T4
- Bunke, Lennart (1912–1988), schwedischer Fußballspieler
- Bunke, Olaf (1935–2021), deutscher Mathematiker, Statistiker und Hochschullehrer
- Bunke, Tamara (1937–1967), argentinisch-deutsche Guerillera in Lateinamerika, an der Seite von Che GuevaraTamara Bunke (1937–1967)

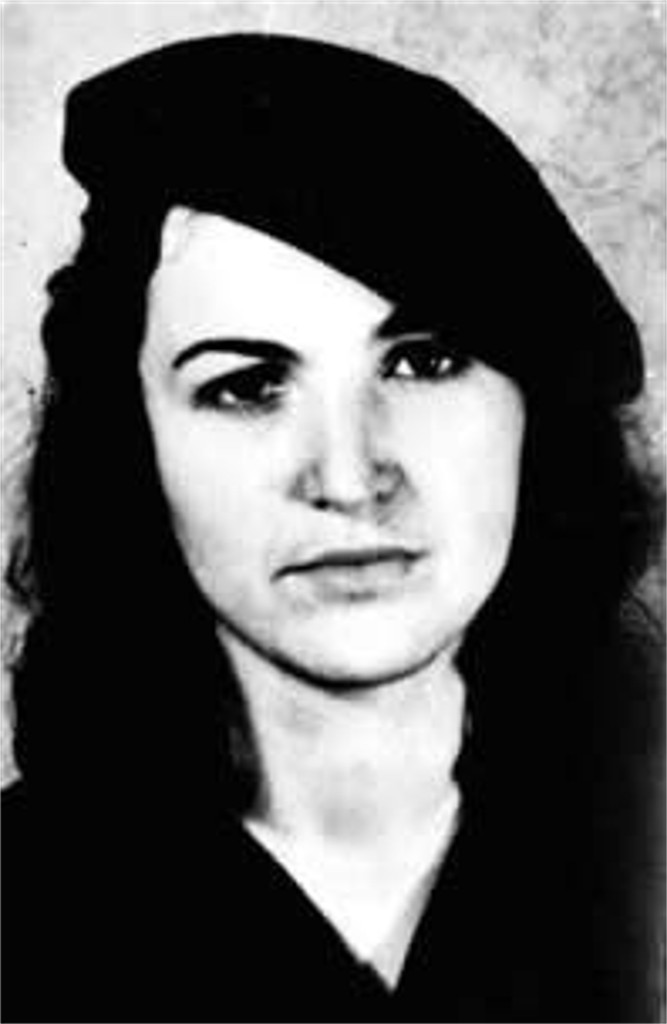
Tamara Bunke (1937–1967)

- Bunke, Torsten (1908–1987), schwedischer Fußballspieler
- Bunke, Ulrich (* 1963), deutscher Mathematiker und Hochschullehrer
- Bunkell, Ray (1949–2000), englischer Fußballspieler
- Bunkenburg, Ruth (1922–2015), deutsche Schauspielerin
- Bunker, Berkeley L. (1906–1999), US-amerikanischer Politiker
- Bünker, Bernhard C. (1948–2010), österreichischer Schriftsteller
- Bunker, Chang (1811–1874), thailändischer Mann, mit seinem Bruder Eng Namensgeber der "siamesischen Zwillinge"
- Bunker, Charles Dean (1870–1948), US-amerikanischer Wirbeltierzoologe und Museumskurator
- Bunker, Clive (* 1946), britischer Schlagzeuger
- Bunker, Dennis Miller (1861–1890), US-amerikanischer Impressionist
- Bunker, Edward (1933–2005), US-amerikanischer Schriftsteller und SchauspielerEdward Bunker (1933–2005)

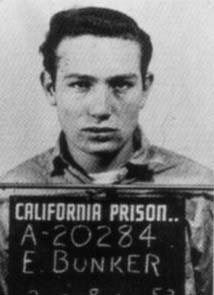
Edward Bunker (1933–2005)

- Bunker, Ellsworth (1894–1984), US-amerikanischer Diplomat
- Bunker, Eng (1811–1874), thailändischer Mann, mit seinem Bruder Chang Namensgeber der "siamesischen Zwillinge"
- Bunker, Joe (* 1930), englischer Radrennfahrer
- Bünker, Johann Reinhard (1863–1914), österreichischer Lehrer und Volkskundler
- Bunker, John E. (1866–1918), US-amerikanischer Anwalt und Politiker
- Bunker, Larry (1928–2005), US-amerikanischer Jazzschlagzeuger
- Bunker, Max (* 1939), italienischer Autor, Comicautor und Verleger
- Bünker, Michael (* 1954), österreichischer Bischof der Evangelischen Kirche A.B.
- Bunkin, Boris Wassiljewitsch (1922–2007), russischer Raketenkonstrukteur
- Bunkin, Fjodor Wassiljewitsch (1929–2016), russischer Physiker
- Bunkow, Juri Michailowitsch (* 1950), russischer Physiker
- Bunkšs, Jānis (* 1953), lettischer Politiker

### Bunl
- Bunlue Thongkliang (* 1995), thailändischer Fußballspieler
- Bunluen Mansap, Michael (1929–2010), thailändischer Geistlicher, katholischer Bischof von Ubon Ratchathani

### Bunm
- Bunma, Teng (1941–2016), kambodschanischer Geschäftsmann

### Bunn
- Bünn, Albert (1924–2006), deutscher Schuhmacher, Schraubstollenerfinder
- Bunn, Benjamin H. (1844–1907), US-amerikanischer Politiker
- Bunn, Jim (* 1956), US-amerikanischer Politiker (Republikanische Partei)
- Bunn, Leon (* 1992), deutscher Boxer
- Bunn, Mark (* 1984), englischer Fußballspieler
- Bunn, Teddy (1910–1978), US-amerikanischer Jazz-Gitarrist
- Bunn, Tony (* 1957), amerikanischer Musiker und Informatiker
- Bunn, William M. (1842–1923), US-amerikanischer Politiker und Territorialgouverneur im Idaho-Territorium (1884–1885)
- Bunnefeld, Nils (* 1976), deutscher Naturschutzbiologe und Wissenschaftler
- Bunnell, Frank Charles (1842–1911), US-amerikanischer Politiker
- Bunnell, Jesse (1843–1899), US-amerikanischer Telegrafist, Erfinder und Unternehmer
- Bunnell, Sterling (1882–1957), US-amerikanischer Pionier der Handchirurgie
- Bunnell, William (1884–1964), englischer Fußballschiedsrichter
- Bunnemann, Gerhard (1842–1925), Oberbürgermeister und Ehrenbürger der Stadt Bielefeld
- Bunnemann, Marten (* 1975), deutscher Manager, Mitglied des Vorstands der Avacon AG
- Bunnemann, Wilhelm (1871–1915), deutscher Kapitän zur See der Kaiserlichen Marine
- Bunnenberg, Christian (* 1979), deutscher Historiker
- Bunnenberg, Werner (1900–1960), deutscher Ingenieur und Hochschullehrer
- Bünner, Gertrud (1912–2011), deutsche Rhythmikerin
- Bunner, Rudolph (1779–1837), US-amerikanischer Rechtsanwalt und Politiker
- Bunners, Christian (1934–2024), deutscher evangelischer Theologe und Musikwissenschaftler
- Bunners, David (* 1966), deutscher SchauspielerDavid Bunners (* 1966)

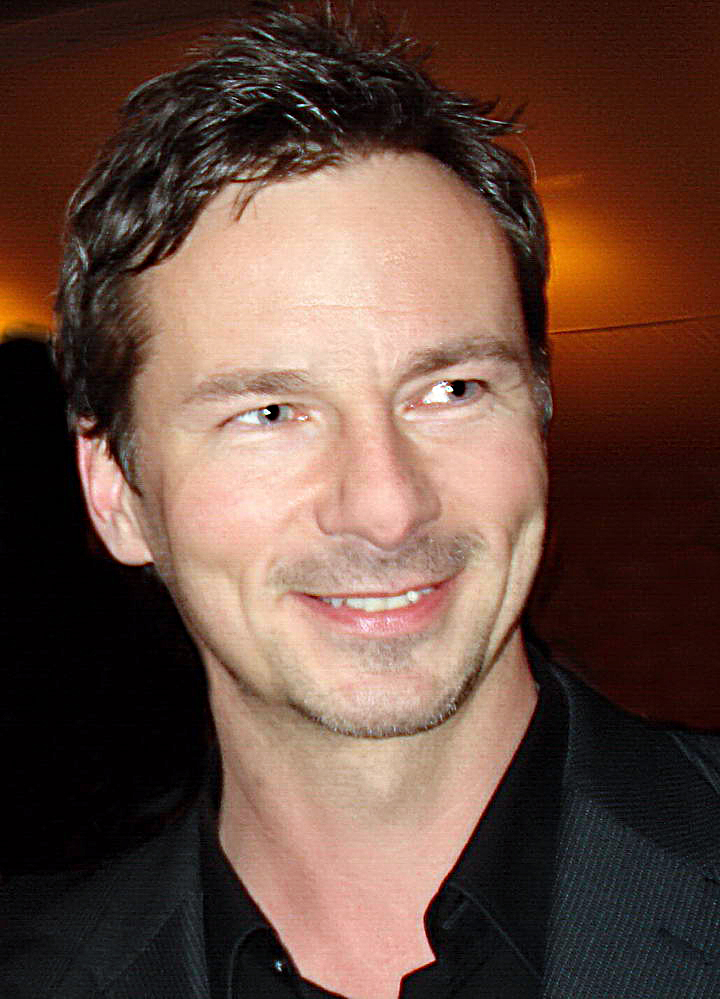
David Bunners (* 1966)

- Bunners, Johann A. (* 1975), deutscher Drehbuchautor
- Bunnett, Jane (* 1955), kanadische Jazzflötistin und -saxophonistin
- Bunney, Elliot (* 1966), britischer Sprinter
- Bünning, Erwin (1906–1990), deutscher Biologe und Universitätsprofessor
- Bunning, Hermann (1868–1930), deutscher Architekt
- Bunning, Jim (1931–2017), US-amerikanischer Baseballspieler und Politiker
- Bünning, Lars (* 1998), deutscher Fußballspieler
- Bunny, John (1863–1915), US-amerikanischer Schauspieler
- Bunny, Rupert (1864–1947), anglo-australischer Maler

### Buno
- Buno, Conrad (1613–1671), deutscher Hofkupferstecher des Herzogs August von Braunschweig
- Buno, Johannes (1617–1697), deutscher lutherischer Theologe und Pädagoge
- Bunoz, Émile-Marie (1864–1945), französischer Ordensgeistlicher, römisch-katholischer Apostolischer Vikar von Prince George
- Bunoza, Davor (* 1980), bosnisch-herzegowinischer Politiker

### Bunp
- Bunpichmorakat, Kheun (* 2006), kambodschanische Schwimmerin

### Buns
- Büns, Kurt (* 1949), deutscher Fußballtorhüter
- Bunsan († 1781), König des laotischen Reiches Vientiane
- Bunschoten, Hansje (1958–2017), niederländische Schwimmerin
- Bunse, Alban Ernst (1919–2003), deutscher römisch-katholischer Geistlicher und Zisterzienser Verfolgter des Nationalsozialismus
- Bunse, Anette (* 1958), deutsche Politikerin (CDU), MdL
- Bunse, Christian (* 1995), deutscher Dartspieler
- Bunse, Marc (* 1973), deutscher Politiker (CDU), MdL
- Bunse, Wolfgang, deutscher Basketballspieler
- Bunse-Gerstner, Angelika (* 1951), deutsche Mathematikerin und Hochschullehrerin
- Bunsen, Christian (1770–1837), deutscher Philologe und Bibliothekar
- Bunsen, Christian Karl Josias von (1791–1860), preußischer BotschafterChristian Karl Josias von Bunsen (1791–1860)

Christian Karl Josias von Bunsen (1791–1860)

- Bunsen, Frances (1791–1876), walisische Malerin und Autorin
- Bunsen, Frederick Daniel (* 1952), deutsch-amerikanischer Künstler
- Bunsen, Georg (1794–1872), deutsch-amerikanischer Pädagoge
- Bunsen, Georg von (1824–1896), deutscher Politiker (NLP, DFP), MdR
- Bunsen, Gustav (1804–1836), deutscher Chirurg und Freiheitskämpfer
- Bunsen, Heinrich, deutscher Formschneider und Kunstgießer
- Bunsen, Jeremias (1688–1752), deutscher Hofmaler, Münzmeister und Bürgermeister in Arolsen
- Bunsen, Johann Georg (1766–1833), deutscher Münzmeister und Stadtgeometer
- Bunsen, Karl (1796–1839), deutscher Arzt und Geburtshelfer
- Bunsen, Marie von (1860–1941), deutsche Schriftstellerin, Malerin, Reisende und Salonière
- Bunsen, Peter Franz († 1795), deutscher Hof-Goldschmied und Silbermeister
- Bunsen, Philipp Christian (1729–1790), deutscher Münzmeister in Arolsen und Frankfurt
- Bunsen, Philipp Ludwig (1760–1809), deutscher Regierungsrat und Schriftsteller
- Bunsen, Robert Wilhelm (1811–1899), deutscher Chemiker und HochschullehrerRobert Wilhelm Bunsen (1811–1899)

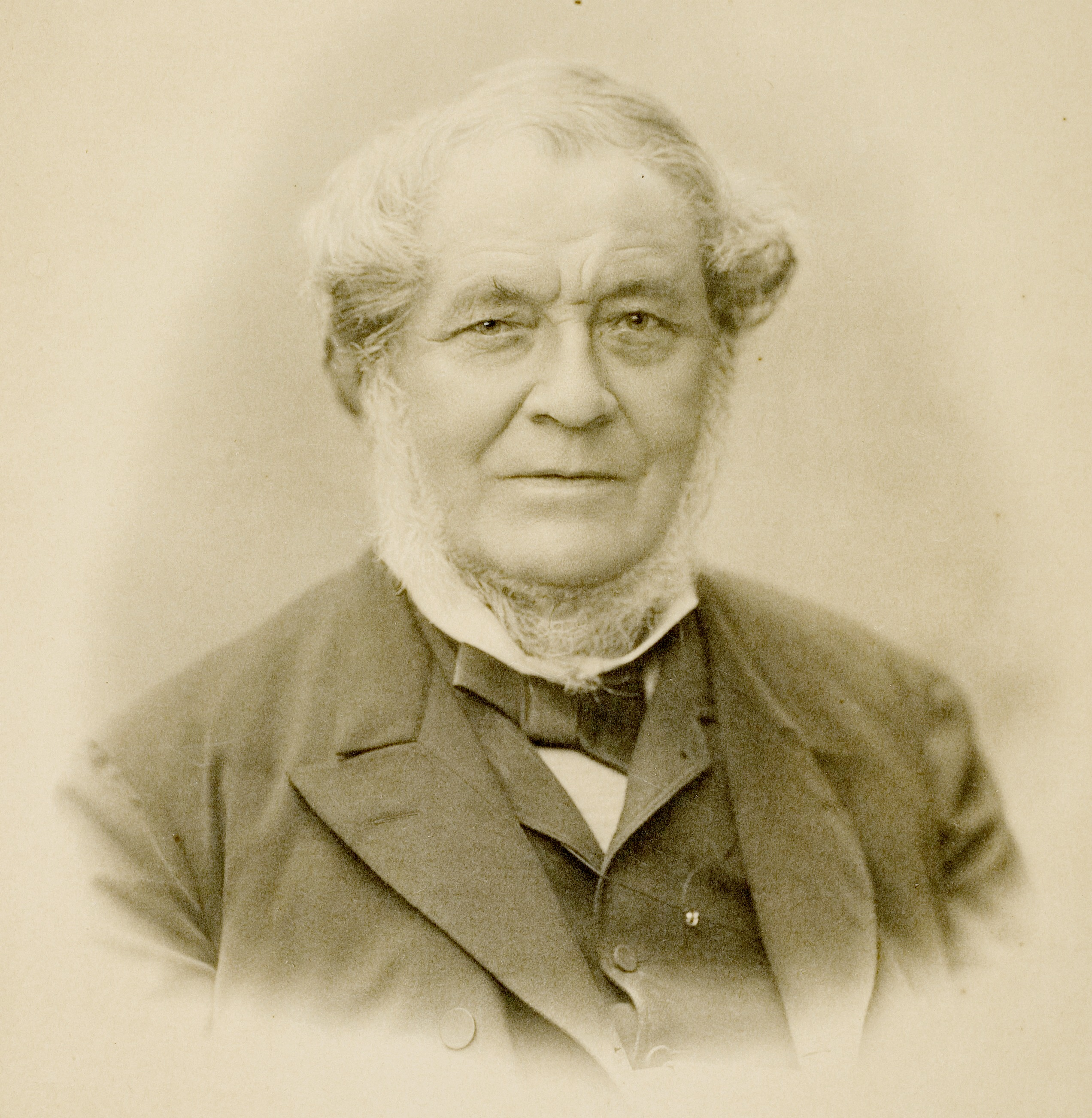
Robert Wilhelm Bunsen (1811–1899)

- Bunsen, Theodor von (1832–1892), deutscher Diplomat und Politiker (NLP), MdR
- Bunshaft, Gordon (1909–1990), US-amerikanischer Architekt
- Bunsmann, Walter (1928–2017), deutscher Architekt
- Bunsov Brøns, Ida Sofie (* 1999), dänische Skirennläuferin
- Bünsow, Caspar († 1555), Bürgermeister der Hansestadt Greifswald
- Bünsow, Christian Friedrich Joachim (1745–1824), deutscher Maler und Zeichenlehrer
- Bünsow, Friedrich Christian Ernestus (1824–1897), schwedischer Geschäftsmann und Mäzen
- Bünsow, Joachim Johann Friedrich (1789–1873), deutscher Porträtmaler und Zeichenlehrer
- Bünsow, Joachim Ludwig Heinrich Daniel (1821–1910), deutscher Landschaftsmaler
- Bünsow, Lorenz (1630–1679), deutscher Lehrer
- Bünsow, Ludwig Johann Christian (1780–1856), deutscher Landschaftsmaler und Zeichenlehrer
- Bünsow, Moritz († 1587), Bürgermeister der Hansestadt Greifswald
- Bünsow, Robert (1861–1939), schwedischer Diplomat
- Bünsow, Robert (1919–2007), deutscher Botaniker und Pflanzenphysiologe
- Bunster, Claudio (* 1947), chilenischer Physiker
- Bunster, Patricio (1924–2006), chilenischer Choreograph und Tänzer
- Bunstorp, Nosselmann († 1412), Ratsherr der Hansestadt Lübeck

### Bunt
- Bunt, Rosa Marie (* 1958), deutsche Schriftstellerin
- Buntanon, Porntip, thailändische Badmintonspielerin
- Bunte, Andreas (* 1970), deutscher Filmemacher und Installationskünstler
- Bunte, Anne (* 1962), deutsche Ärztin
- Bünte, August (1836–1920), deutscher Dirigent, Komponist und königlich-preußischer Musikdirektor
- Bunte, Bernhard (1797–1870), Landtagsabgeordneter Waldeck
- Bunte, Bernhard (1821–1898), deutscher Klassischer Philologe und Gymnasiallehrer
- Bünte, Carl August (1925–2018), deutscher Dirigent und Hochschullehrer
- Bunte, Carl Gustav (1879–1944), deutscher Chemiker
- Bunte, Carsten (* 1969), deutscher Filmproduzent, Animator und Drehbuchautor
- Bünte, Charles (1880–1943), deutscher Pianist, Hochschullehrer und Komponist
- Bünte, Claudia (* 1972), deutsche Marketingwissenschaftlerin und Hochschullehrerin
- Bunte, Friedrich (1858–1901), deutscher Gewerkschafter
- Bünte, Gottlob (1840–1907), deutscher Gastwirt und Volksschriftsteller
- Bunte, Hans (1848–1925), deutscher Chemiker und Hochschullehrer
- Bunte, Hermann (1889–1977), deutscher Schiffbauingenieur und Werftdirektor
- Bünte, Hermann (1930–2021), deutscher Chirurg
- Bunte, Hermann-Josef (* 1941), deutscher Rechtswissenschaftler und Kunstsammler
- Bunte, Johann Friedrich (1769–1843), deutscher Komponist und Musiker
- Bünte, Marco (* 1970), deutscher Politikwissenschaftler
- Bunte, Michael (* 1964), deutscher Fußballspieler
- Bunte, Stephanie (* 1989), deutsche Fußballspielerin
- Bünte, Wilhelm (1828–1913), deutscher Chorleiter, Lehrer, Musikdirektor, Professor und Komponist
- Bunte, Wolfgang (1924–1998), deutscher Judaist
- Bunten, James (1875–1935), britischer Segler
- Buntenbach, Annelie (* 1955), deutsche Politikerin (Bündnis 90/Die Grünen), MdBAnnelie Buntenbach (* 1955)

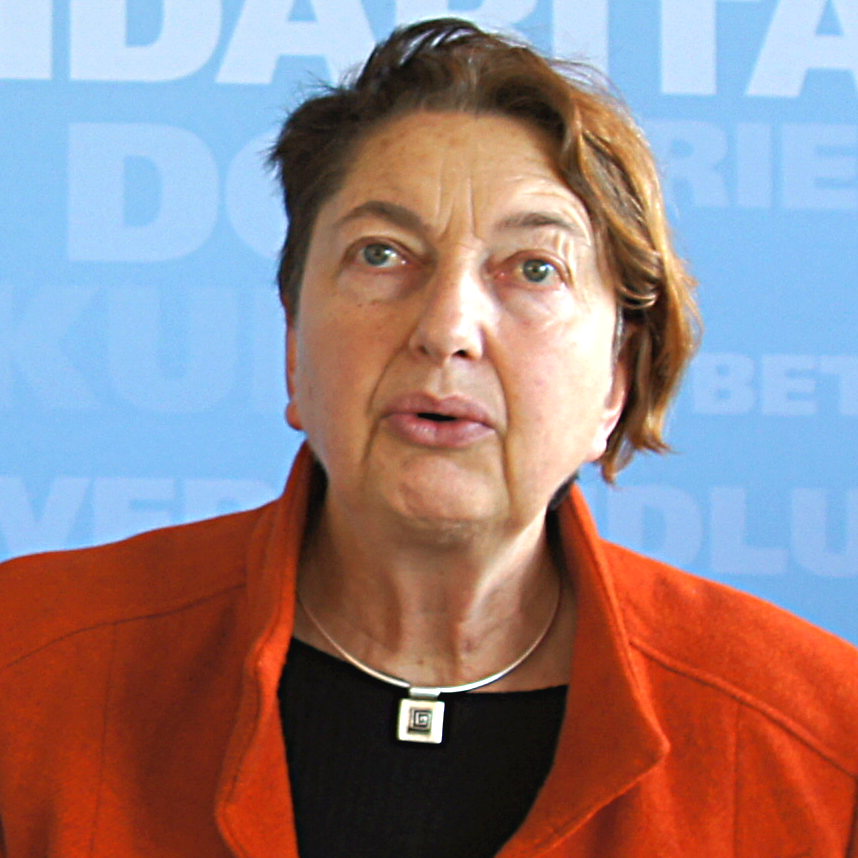
Annelie Buntenbach (* 1955)

- Bünter, Jean (1923–1986), Schweizer Maler und Eisenplastiker
- Bünter, Joseph Maria (1808–1892), Schweizer Politiker
- Bünter, Joseph Maria (1834–1914), Schweizer Politiker
- Bünter, Prisca (* 1973), Schweizer Politikerin (SP)
- Bünter, René (* 1969), Schweizer Politiker (SVP)
- Buntfuß, Markus (* 1964), deutscher evangelischer Theologe
- Buntić, Denis (* 1982), kroatischer Handballspieler
- Buntić, Fabijan (* 1997), deutsch-kroatischer Fußballtorhüter
- Buntić, Ivan (* 1991), deutscher Basketballspieler
- Buntić, Luka (* 1993), deutscher Basketballspieler
- Büntig, Wolf (1937–2021), deutscher Pionier der Humanistischen Psychologie und Gründer von ZIST
- Buntin, Clara, deutsche Musik-Kabarettistin
- Buntin, Nadale (* 2000), Sprinter von St. Kitts und Nevis
- Bunting, Brian (1920–2008), südafrikanischer Politiker und Journalist
- Bünting, Christoph Julius, deutscher Orgelbauer
- Bünting, Conrad der Ältere († 1615), deutscher Jurist und Stadtsyndikus von Hannover
- Bunting, Eve (1928–2023), US-amerikanische Schriftstellerin
- Bünting, Franz Michael Oswald von (1827–1906), preußischer Generalleutnant und zuletzt Kommandeur der 22. Kavalleriebrigade
- Bünting, Hans († 1592), deutscher Goldschmied und Silberarbeiter
- Bunting, Heath (* 1966), britischer Künstler
- Bünting, Heinrich (1545–1606), evangelischer Theologe und Chronist
- Bünting, Jacob (1576–1654), deutscher Jurist und Bürgermeister von Hannover
- Bünting, Johann (1625–1693), deutscher Jurist und braunschweigischer Hofrat und Gesandter am Regensburger Reichstag
- Bünting, Johann Heinrich († 1715), deutscher Jurist, geadelter braunschweig-lüneburgischer Hof- und Kanzleirat, Oberappellationsrat in Celle
- Bunting, John Justin (* 1966), australischer Serienmörder
- Bunting, Judith, britische Politikerin, MdEP
- Bünting, Karl Wilhelm von (1738–1809), preußischer Generalmajor, Chef des Kürassierregiment Nr. 12
- Bünting, Karl-Dieter (1939–2020), deutscher Sprachwissenschaftler und Hochschullehrer
- Bunting, Mary (1910–1998), US-amerikanische Mikrobiologin und Hochschullehrerin
- Bunting, Michael (* 1995), kanadischer Eishockeyspieler
- Bünting, Nikolai von (1861–1917), russischer Gouverneur
- Bunting, Robert (* 1945), US-amerikanischer Wirtschaftsprüfer
- Bunting, Sidney (1873–1936), südafrikanischer Politiker
- Bunting, Sonia (1922–2001), südafrikanische Politikerin und Journalistin
- Bunting, Stephen (* 1985), englischer Dartspieler
- Bunting, Thomas L. (1844–1898), US-amerikanischer Politiker
- Buntkirchen, Hans (1867–1935), deutscher Ministerialbeamter
- Buntkowsky, Gerd (* 1960), deutscher Physikochemiker und Hochschullehrer
- Buntline, Ned (1823–1886), US-amerikanischer Herausgeber, Journalist, Schriftsteller von Groschenromanen
- Bunton, Emma (* 1976), britische Sängerin, Songwriterin, Schauspielerin und ModeratorinEmma Bunton (* 1976)

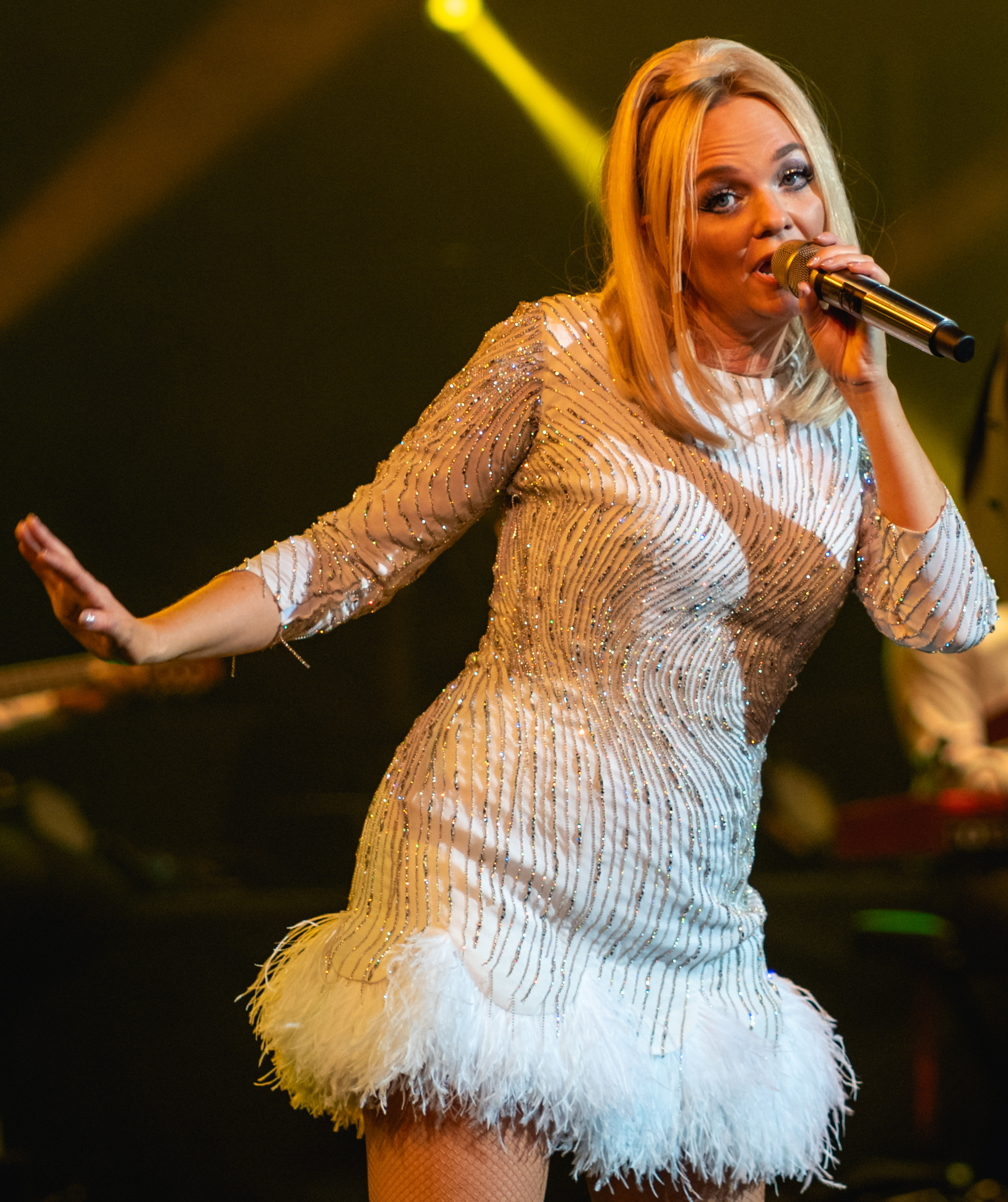
Emma Bunton (* 1976)

- Bunton, John Wheeler (1807–1879), US-amerikanischer Jurist, Siedler, Offizier und Politiker
- Buntrock, Annemarie (* 1923), deutsche Lyrikerin und Grafikerin
- Buntrock, Barbara (* 1982), deutsche Bratschistin
- Buntrock, Fritz (1909–1948), deutscher SS-Unterscharführer im KZ Auschwitz
- Buntrock, Georg (1905–1979), deutscher Oberst im Generalstab der Wehrmacht
- Buntrock, Karl (1899–1969), deutscher Kaufmann und Funktionär des Deutschen Alpenvereins
- Buntrock, Paul (1915–1985), deutscher Offizier in der Luftwaffe der Wehrmacht und der Luftwaffe der Bundeswehr
- Buntru, Alfred (1887–1974), deutscher Bauingenieur und Hochschullehrer
- Bunts, David (* 1979), US-amerikanischer Basketballtrainer
- Buntscheck, Andreas (* 1985), deutscher Schauspieler
- Buntschu, Nelly (* 1947), Schweizer Politikerin
- Buntz, Stowe (* 1979), US-amerikanischer Dartspieler
- Buntzel, Max (1850–1907), Königlicher Gartenbaudirektor und Berliner Baumschulenbesitzer
- Buntzen, Heinrich (1803–1892), dänischer Maler

### Bunu
- Buñuel, Aitor (* 1998), spanischer Fußballspieler
- Buñuel, Juan Luis (1934–2017), französischer Filmregisseur
- Buñuel, Luis (1900–1983), spanisch-mexikanischer FilmemacherLuis Buñuel (1900–1983)

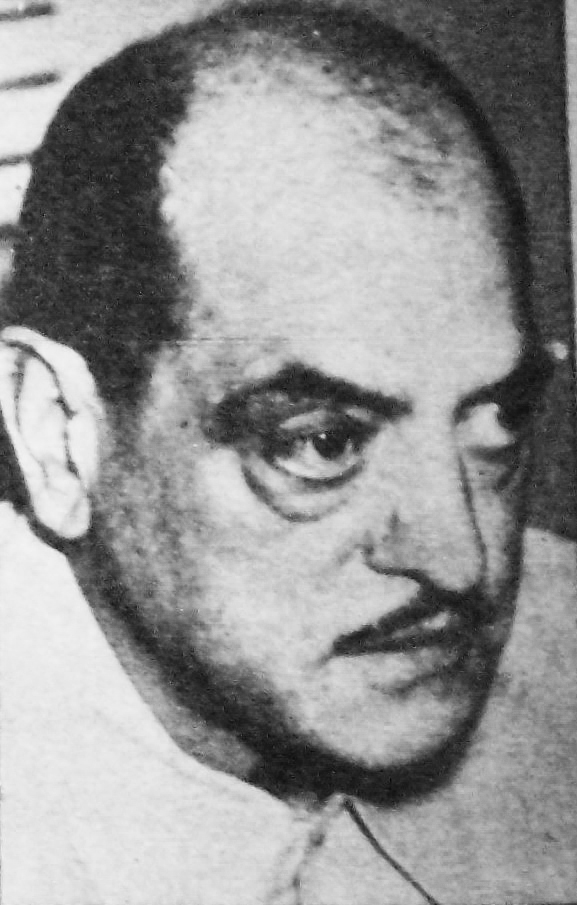
Luis Buñuel (1900–1983)

- Bunus, Ioan (* 1952), rumänisch-deutscher bildender Künstler

### Buny
- Bünyadov, Ziya (1923–1997), sowjetisch-aserbaidschanischer Offizier der Roten Armee im Zweiten Weltkrieg, Historiker und Orientalist
- Bunyan, John (1628–1688), englischer Baptistenprediger und Schriftsteller
- Bunyan, Nicole (* 1993), kanadische Squashspielerin
- Bunyan, Vashti (* 1945), englische Folk-Sängerin
- Bunyard, George (1841–1919), englischer Gärtner und Geschäftsmann
- Bunyarit Srinam (* 2000), thailändischer Fußballspieler
- Bunyawat Wongmanit (1857–1922), letzte Fürst von Lampang (1897–1922)
- Bunyawi Thamchaiwat (* 1998), thailändische Tennisspielerin
- Bunyoni, Alain-Guillaume (* 1972), burundischer Politiker, Premierminister von Burundi

### Bunz
- Bunz, Agathe (1929–2006), deutsche Malerin und Fotografin
- Bünz, Carl Gottlieb (1843–1918), deutscher Diplomat
- Bünz, Enno (* 1961), deutscher Historiker
- Bunz, Hans-Günther (1925–2022), deutscher Komponist und Pianist
- Bunz, Mercedes (* 1971), deutsche Kulturwissenschaftlerin und JournalistinMercedes Bunz (* 1971)

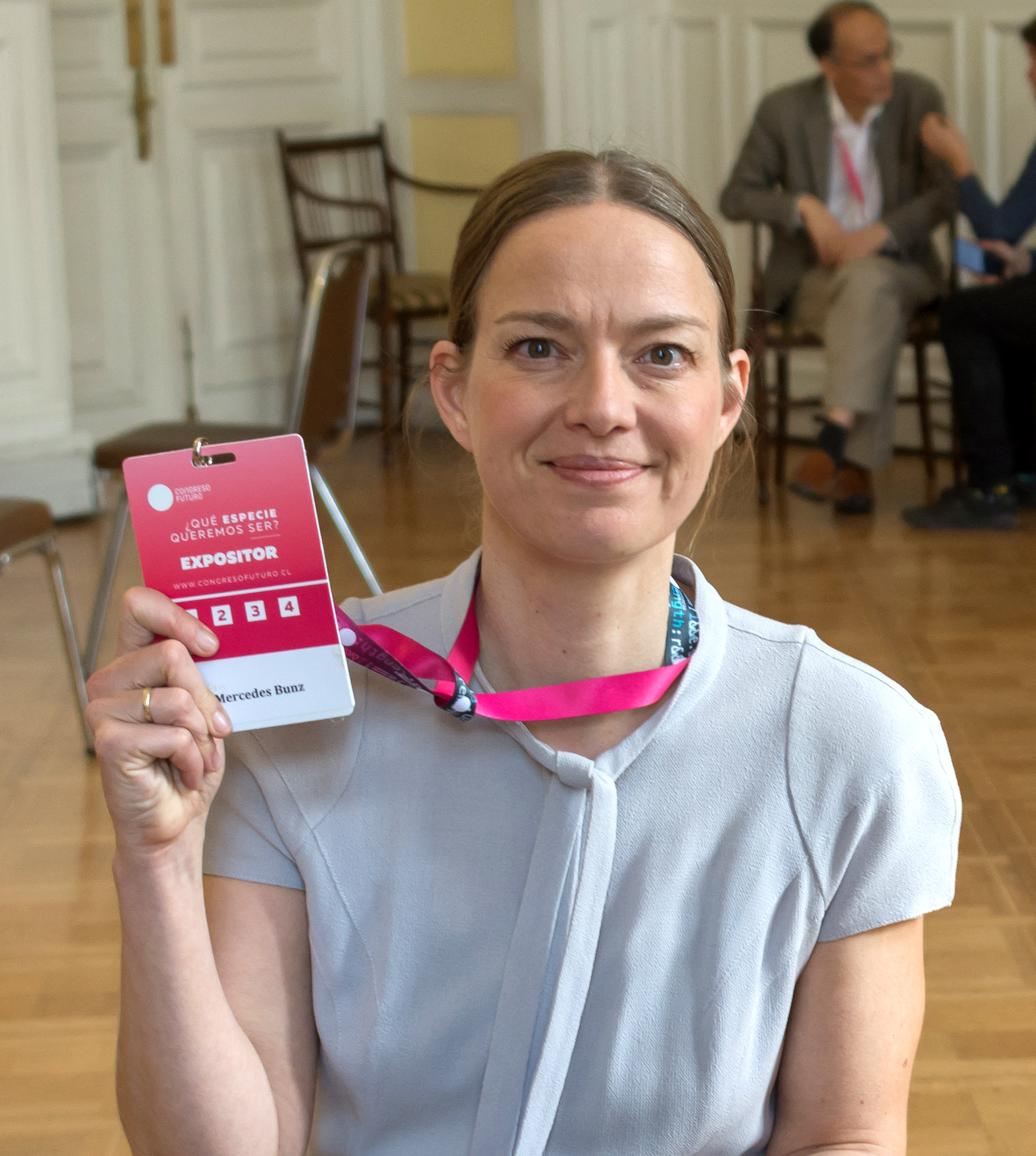
Mercedes Bunz (* 1971)

- Bünz, Tilmann (* 1957), deutscher Journalist, Dokumentarfilmer und Buchautor
- Bunz, Tyler (* 1992), kanadischer Eishockeytorwart
- Bunz, Uwe (* 1963), deutscher Chemiker
- Bunz, Werner (1926–2009), deutscher Künstler
- Bunža, Bohumír (1908–1990), tschechischer Politiker
- Bunzel, Carl (1869–1929), deutscher Kaufmann und Politiker, MdHB
- Bunzel, Emanuel (1828–1895), österreichischer Mediziner und Paläontologe
- Bunzel, Gertrude Godwyn (1910–1986), US-amerikanische Tanzpädagogin österreichischer Herkunft
- Bunzel, Heinrich (* 1950), deutscher Künstler und Kunstgärtner
- Bunzel, Joseph Hans (1907–1975), US-amerikanischer Soziologe und Psychologe österreichischer Herkunft
- Bunzel, Maik (* 1984), deutscher Rechtsanwalt und neonazistischer Aktivist
- Bunzel, Ruth (1898–1990), US-amerikanische Anthropologin
- Bunzel, Werner (1917–2001), deutscher Radrennfahrer
- Bunzen, Asmus (1840–1917), Bürgermeister von Glücksburg und Mitglied im Preußischen Abgeordnetenhaus
- Bunzenthal, Oliver (* 1972), deutscher Fußballspieler und -trainer
- Bunzl, John (1945–2022), österreichischer Politologe und Nahost-experteJohn Bunzl (1945–2022)

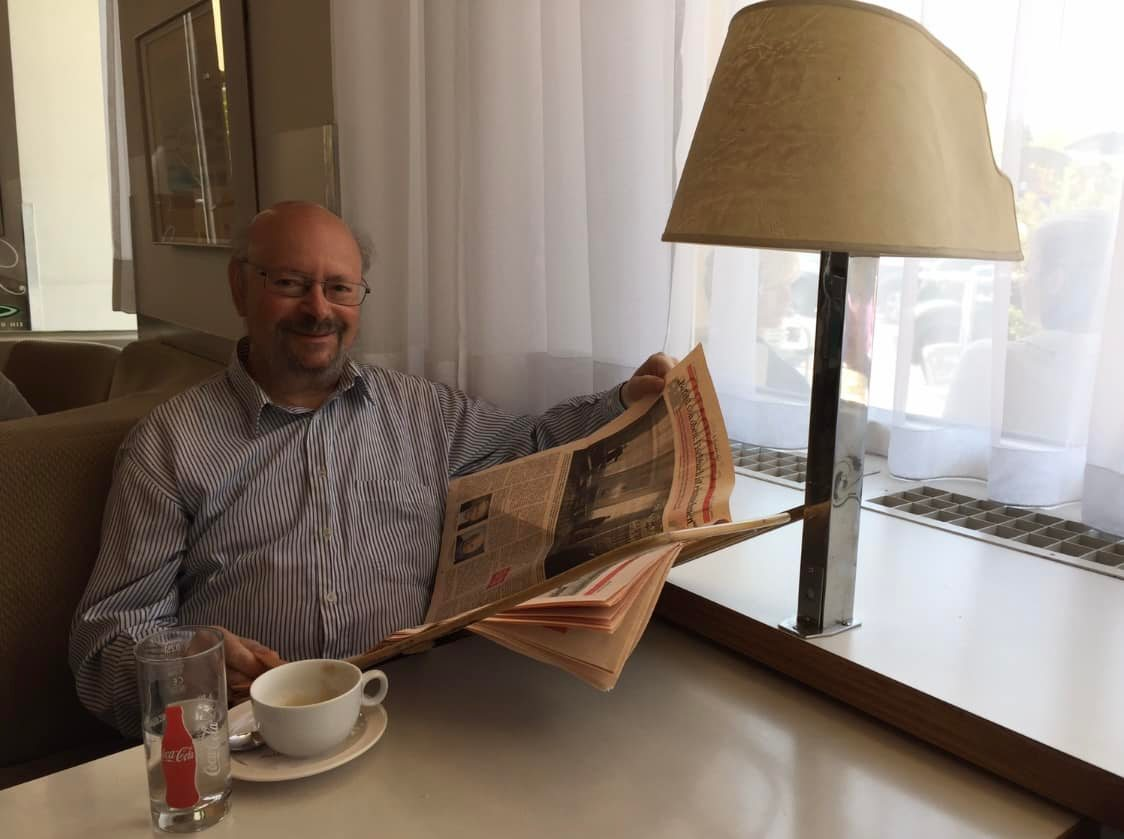
John Bunzl (1945–2022)

- Bunzl, Josef (1887–1937), tschechoslowakisch-deutscher Schauspieler
- Bunzl, Matti (* 1971), österreichischer Anthropologe und Kulturwissenschaftler
- Bünzli, Franz (1811–1872), Schweizer Politiker
- Bunzmann, Dimitri (* 1982), deutscher Großmeister im Schach
- Bunzol, Alfred (1907–1951), deutscher Widerstandskämpfer gegen den Nationalsozialismus